# 精霊使いの剣舞
『精霊使いの剣舞』（せいれいつかいのブレイドダンス）は、志瑞祐による日本のライトノベルおよびそれを原作としたメディアミックス作品。イラストは第13巻まで桜はんぺん、第14巻 - 16巻、短編集は仁村有志が担当。17巻以降は〆鯖コハダが担当する。MF文庫J（メディアファクトリー→KADOKAWA）より2010年12月から2019年3月まで刊行された。2018年9月時点でシリーズ累計部数は200万部を記録している。
2011年8月には『月刊コミックアライブ』にて吉平善哉によるコミカライズが始まったが、作者の体調不良により2012年3月号で打ち切り。その後、同年9月号より氷樹一世によるコミカライズが始まり、2017年3月号まで連載された。2014年7月から9月までテレビアニメが放送された。2018年11月にはフロンティアワークスよりドラマCDが発売された。

## あらすじ
清らかなる乙女のみ許された特権―精霊契約。〈元素精霊界（アストラル・ゼロ）〉より精霊を召喚しその力を使役する少女達、姫巫女を人々は精霊使いと呼んでいた。
男性で唯一、精霊契約の権利を有する少年カゼハヤ・カミトはある理由で姫巫女達を育成するアレイシア精霊学院にやってくる。そこで旧知の仲で学院長であるグレイワース・シェルマイスにより学院に編入し姫巫女達とチームを組んで最強の精霊使いを決める大会〈精霊剣舞祭〉に出場するように言われる。そしてカミトは、学院一の問題児クレア・ルージュ、クレアの幼馴染でライバルであるリンスレット・ローレンフロスト、学院の風紀を守る風王騎士団の団長エリス・ファーレンガルト、オルデシア帝国の王女フィアナ・レイ・オルデシア、魔王殺しの聖剣の精霊エストとチームを組む。それぞれの願いを胸に戦いに挑むカミト達、その戦いの中でカミト達は古の存在である魔王、歴史より抹消された六番目の精霊王を巡る謎と陰謀による争いに巻き込まれていく。
第一部「学院編」1巻 ‐ 3巻
旅の少年のカゼハヤ・カミトは、旧知であるグレイワース・シェルマイスに呼ばれてオルデシア帝国内にあるアレイシア精霊学院に向かう途中、学院の生徒である少女クレア・ルージュの水浴びを偶然にも覗いてしまい、更に彼女が契約しようとしていた封印精霊（エスト）と契約してしまう。
カミトは本来は清らかな乙女しかなることが出来ないはずの、この世界ではありえない男の精霊使いだった。そして学院に強制的に入学させられてしまったカミトはそこで起こったある事件をきっかけに、クレアをはじめとする学院の少女達や契約精霊の剣精霊・エストと共に、最強の精霊使いを決める大会〈精霊剣舞祭〉を目指すことになる。
第二部「精霊剣舞祭編」4巻 ‐ 11巻
学内ランキング戦を勝ち抜き、〈精霊剣舞祭〉の出場資格を得たカミトらチーム・スカーレットのメンバーは会場に向かう途中、何者かが使役した軍用精霊に襲われてしまう。その正体は、かつて〈教導院〉でカミトとチームを組んでいた〈怪物〉ミュア・アレンスタールだった。
〈精霊剣舞祭〉を戦い抜く中でチーム・スカーレットのメンバーはエストの喪失(後に戻ってきたが)やレスティアの襲撃、フィアナの拉致など数多の試練に遭遇するがこれらを乗り越え、決勝に進出する。
決勝はこれまで〈精霊剣舞祭〉の舞台に選ばれたことのない場所が舞台となり、チーム・スカーレットは苦戦する。さらに聖国代表やもう一人の〈レン・アッシュベル〉がそれぞれの目的のために動き始め、もう一人の〈レン・アッシュベル〉の正体と目的が明らかになる。その正体はクレアの実姉にして〈災禍の精霊姫〉ことルビア・エルステインだった。彼女は五大精霊王を滅ぼして精霊の存在しない世界を作ろうとしていたのだ。ルビアはその目的に利用するためにクレアを拉致する。
カミトはこのことを知ってクレアの救出に向かい、ルビアと死闘を繰り広げ、レスティアとエストを同時に使役して死闘を制する。敗れたルビアは自分が精霊王に反逆した理由を告白し、姿をくらます。その直後、〈精霊剣舞祭〉は閉幕し、チーム・スカーレットの優勝が判明する。
カミトはレスティアから失われた記憶を見せられ、〈異界の闇〉と呼ばれる謎の存在に精霊王が蝕まれていることを知り、精霊王の解放を決意する。
第三部「精霊戦争編」12巻 ‐ 
〈精霊剣舞祭〉閉幕から1週間後、優勝した〈チーム・スカーレット〉のメンバーはアレイシア精霊学院に戻ってきたが、カミトはレスティアを失い、彼女に関わる全ての記憶を失っていた。その最中、学院が所属不明の軍用精霊に襲撃される事件が発生するものの、記憶を取り戻したカミト達の活躍で退けることができた。
そして、〈水の精霊王〉イセリア・シーウォードからレスティアが生きているかもしれないとの情報を聞いたカミトは、リンスレットの故郷ローレンフロスト領へ向かう。そこで再会したレスティアは一切の記憶と力を失っていた。一方、フィアナはグレイワースと共に帝都で行われた諸国会議に出席していたが、聖国の陰謀により反逆者の濡れ衣を着せられてしまう。レスティアと共に学院に戻っていたカミト達もフィアナとの共謀を疑われて投獄されるが、ルビア率いる〈煉獄の報復者〉によって脱獄させられ、フィアナの救出に向かう。そして、辛うじて彼女を救出したカミトの前に、フィアナと共に捕らえられたはずのグレイワースが立ちはだかる。しかし、カミトは諸国会議に出席していたレオノーラの助力で撤退に成功し、フィアナやクレア達と共にリンスレットがいるローレンフロスト領へと逃げ延びた。
その後、カミト達はリンスレットを加えてルビア達と合流し、ルビアからドラクニアへの亡命とフィアナを女帝に頂く〈正統オルデシア〉樹立の計画を聞かされる。フィアナは正統オルデシアの女帝になることを決断し、カミトたちは聖国の毒牙からオルデシアを奪還するために動き出す。

## 登場人物

### 主要人物

#### チーム・スカーレット
〈精霊剣舞祭〉で優勝すべく、カミトとクレアで結成したチーム。結成から日が浅いためチームワーク等に不安が残り、癖は強いものの個々の実力は高い。結成当初は人数のせいもあり格下の相手にも敗れるほど弱小だったが、フィアナやリンスレット、エリスの加入によって大躍進を果たし、見事に学院代表の座を勝ち取る。
〈精霊剣舞祭〉本戦種目〈嵐の如く乱舞（テンペスト）〉開始当初は各国から弱小チームと侮られていたが、ドラクニアの〈竜皇騎士団〉や〈煉獄の使徒〉のネペンテス・ロア、クイナ帝国の〈四神〉、魔精霊使いシェーラ・カーンとの激闘を経て大躍進を果たし、最終日に同じアレイシア精霊学院代表の〈チーム・ケルンノス〉と神聖ルギア王国の〈聖霊騎士団〉第二軍〈銀の狼（シュルタール・ヴォルフ）〉の同盟チームを打ち倒し、第4位で決勝進出を決める。
〈精霊剣舞祭〉決勝種目〈焔の乱刃（クロス・ファイア）〉では、他3チームの指揮官（ルビア、ルミナリス、レオノーラ）を1チームで倒したのに加え大半の魔石を獲得したことから、ルビアが自ら魔石をカミトに渡してリタイアした時点ではまだ〈竜皇騎士団〉が2人、〈聖霊騎士団〉が1人フィールドに残っていたが、〈精霊王〉はこれ以上の剣舞は不要と判断して、全員残っている〈チーム・スカーレット〉の優勝が確定する。
カゼハヤ・カミト
声 - 古川慎
契約精霊：エスト、レスティア
精霊魔装：〈魔王殺しの聖剣（デモン・スレイヤー）〉テルミヌス・エスト（エスト）、　真実を貫く剣（ヴォーパル・ソード）（レスティア）、魔王の聖魔剣（デモン・ブリンガー）（エスト＋レスティアの魔装融合）
本作の主人公。切れ長の瞳に鋭い雰囲気を纏う黒髪の少年。男性の身でありながら、清き乙女（女性）の特権であるはずの精霊契約を行うことができる。グレイワースを名前で呼び捨てにできる数少ない人物。
長きにわたってかつての相棒レスティアを探す旅に出ていたが、アレイシア精霊学院のグレイワースからレスティアの情報を得ることと引き替えに学院に編入することになる。
その正体は、かつて〈最強の剣舞姫〉と呼ばれ精霊使いの少女達を魅了したレン・アッシュベルである。3年前、女装し「レン・アッシュベル」という偽名を用いて〈精霊剣舞祭〉の頂点に立つが、自身の望んだ「決して望んではならない願い」によってレスティアと離ればなれになり、彼女を探すための旅を続けていた。また、その時の記憶があやふやであり、思い出そうとすると激しい頭痛に襲われていたが、〈精霊剣舞祭〉終了後にレスティアが3年前に起きたことを明かしたことですべてを思い出す。
大陸の東端の島国の出身だが、幼少期に〈教導院〉の手の者にさらわれて、幼少期の大半を〈教導院〉という暗殺者の育成施設で過ごし、相手を殺すための様々な教育を施されてきた。〈教導院〉では「魔王の生まれ変わり」「奇跡の子」「約束の子供」などと呼ばれており、ミュア・アレンスタールやリリィ・フレイムと戦術チームを組んでいた。また、9歳の時には〈教導院〉第一位の称号を得ていた。
4年前、ルビアが従える〈神殺しの焔〉の襲来によって〈教導院〉が崩壊する際、炎上する建物の中から魔装具〈スライマンの指輪〉に封印されていたレスティアと共に脱出する。その後、流れ着いた町で〈骸連盟（マーダーズ）〉と接触。レスティアの封印を解く鍵である〈魔王の鍵の書（キー・オブ・スライマン）〉を報酬として〈黄昏の魔女（ダスク・ウィッチ）〉グレイワースを暗殺しようとするが返り討ちに遭い、彼女の提示したある「条件」と引き換えにレスティアの封印を解いてもらった。
学院への編入当日、クレアの裸を見てしまったことや、さらには彼女を助けようとして彼女の代わりにエストと契約してしまったことがきっかけで、クレアに一方的に奴隷扱いを受けることになる。
自分の奴隷精霊になるように一方的に迫ってくるクレアに対して、高位の人型精霊との契約方法「口付けによる契約」や、彼女の愛読している過激な内容のティーンズ向け恋愛小説の話題を持ち出して反応を楽しんだり、エストが恥ずかしがることを分かっていてベッドに潜り込んだ彼女の足をくすぐるなど、サディスティックな一面がある。
誇り高い精霊使いには敬意を払うが、自分の仲間に対して危害を加えようとしたり、人質などの卑劣な手段を使う相手には周りがすくみ上がる程の殺意をむき出しにして戦う。
実は〈精霊戦争〉において〈五大精霊王（エレメンタル・ロード）〉によって倒された〈魔王〉と呼ばれる〈闇の精霊王〉レン・アッシュドールの転生体であり、レスティアやグレイワースや紅蓮卿（ルビア）からは〈魔王の後継者〉と呼ばれている。肉体が生まれつき聖属性の魔術をはじく特性を持っているため、回復の精霊魔術も肉体を密着させないと効果がない。その反面、肉体の自然回復能力は常人よりも遥かに高く、骨折も含めて大抵の傷は短時間で治る。しかし、その力は<異界の闇>に侵食された力であるため、神威を消耗すると負の感情の赴くままに暴走してしまう。レスティアやクレア達にその力を一部譲渡することで抑えていたのだが、聖王の復活と共に抑えきれなくなる。が、最終的に〈闇の精霊王〉の化身と邂逅し、<異界の闇>を消し去ってその力を完全に継承することで暴走することはなくなり、かつ無限に等しい闇の神威を得た。更に闇の儀式によって信頼する姫巫女にその神威を分け与えて強化することも可能になった。
〈精霊剣舞祭〉決勝では自分の中に存在する〈闇の精霊王〉に精神を侵食されていき、攫われたクレアを取り戻すためにクレアの姉のルビアと戦うが、戦いの最中に〈闇の精霊王〉に精神を呑み込まれ〈魔王〉として覚醒する。しかしクレアが〈魔王〉の魂を鎮めることができる〈闇の精霊姫〉として目覚めたため、彼女の誓願の口付けによって正気を取り戻すと同時に失われていたレスティアとの精霊契約の絆を取り戻し、本来の戦闘スタイルの双剣に戻る。
〈教導院〉にいた頃は人間としての感情を持っていなかったが、それをレスティアに教えてもらったため、あらゆる面でレスティアを大切に思っている。レスティアが再封印された後は〈教導院〉の「再教育」によって感情を消されたが、心の奥底に彼女への想いだけは残っていた。ファーストキスの相手はレスティアだが、本編開始時から現在までクレア、エリス、リンスレット、フィアナ、エストともしている。
かつて〈教導院〉で暗殺の技術を仕込まれたこともあり、白兵戦においては相棒の〈テルミヌス・エスト〉を華麗に操り圧倒的な実力を見せつける。また、並外れた聴覚や神威の探知能力に優れており、隠密行動が得意。〈教導院〉にて読唇術も身に着けている。仲間に自分が〈教導院〉出身であることを打ち明けてからは、〈教導院〉で習得した技術も見せるようになる。
しかし、精霊学に関する体系的な教育をほとんど受けていなかったため、精霊魔術全般が苦手で使える精霊魔術も少ない。また、昔から神威の放出にムラがあるようで、グレイワースにも指摘されている。
〈精霊剣舞祭〉開始時は3年間のブランクの影響は大きく本来の実力にはほど遠かったが、数々の強敵との戦いでかつての力を取り戻しつつあり、ネペンテス・ロアを倒す際には〈烈華螺旋剣舞・十六連〉というグレイワース直伝の秘奥の絶技を披露。ルビアと戦ったときはカミト本来の戦闘スタイルである双剣（エストとレスティア）を使用し、絶剣技終ノ型〈天双絶閃衝（ラスト・ストライク・デュアル）〉で〈神殺しの焔〉を砕き撃破する。
過去に相棒を失った経験や、〈教導院〉出身者である過去を知ってもカミトを受け入れてくれた〈チーム・スカーレット〉のメンバーであるクレア達に対する思い入れはとても深く、「大切な人を護りたい」という気持ちが非常に強い。また、正体を知っているフィアナ以外のメンバーがレン・アッシュベルに対して強い憧れを持っていることを知っているため、彼女達の夢を壊すことや今までの関係を崩したくない理由で自分がレン・アッシュベルであったことなどの過去を隠している。更に短編『精霊舞踏祭』で、グレイワースの指示でレン・アッシュベルの予行演習としてヒメラギ・E・アルサージェという伝説の〈神楽巫女（アイドル）〉として活動していたことが判明し、 短編『精霊舞踏祭』でレスティアの暗躍で狂乱した二大神龍精霊を鎮める為に、不本意ながらも再びヒメラギ・E・アルサージェに変装してクレアたちと共に〈神楽〉で二大神龍精霊を鎮めたが、フィアナにはヒメラギの正体を勘付かれてしまっている。最終決戦後の祝勝会で酔った勢いで女装して剣舞を舞ったことで全校生徒に知られることになった模様。
〈教導院〉出身のため、一般の知識に疎いところがあり、クレア達から教わることがある。それ以前はレスティアやグレイワースから教わっていた。
〈教導院〉で「お前に仲間などはいない」、「信じられるのは自身の力しかない」と、長く教えられていたためか今でも無意識に一人で戦っていた感覚で動いてしまうことがある。
クレアを初めチームのメンバー全員や他国の女性達から好意を向けられているが、天性の鈍感さのためその自覚は全くと言っていいほど無い。
男の精霊使いとして注目を集める一方で、本人の知らぬ間に数々の「悪名」（淫王、夜の魔王など）が流れており、国内外を問わず女性達から警戒されていたが、〈精霊剣舞祭〉で〈最強の剣舞姫〉を破って優勝したことで学院内で密かにファンになった娘もいるらしく、カミトの療養中には〈風王騎士団〉の本部にカミト宛てに花束や手紙や手作りのお菓子が送られて来ている。
また、チームメイトの契約精霊（スカーレットやフェンリル）に懐かれている。
キャラクター人気投票では、第2回では7位。
クレア・ルージュ
声 - 木戸衣吹
契約精霊：スカーレット（オルトリンデ）
精霊魔装：炎の鞭（フレイムタン）→ 第二形態〈焔華乱舞（ファイア・ブラッサム） 〉（18巻～）→第二展開〈殲火の戦鎧（エインヘリャル）〉（最終巻）
本作のメインヒロインの一人。学院でのランクはAA。チーム・スカーレットのリーダーを務める。炎の如き紅い髪とツーテールに紅玉のような瞳が特徴的な美少女。
アレイシア精霊学院に編入してきたカミトが最初に出会った人物であり、カミトに初めて会ったとき（故意にでは無いとはいえ）自分が泉で禊ぎをしているところを見られてしまったため、彼を本気で消し炭にしようとしている。
本名はクレア・エルステイン。かつてはオルデシア帝国の名門貴族エルステイン家の次女だったが、〈災禍の精霊姫（カラミティ・クイーン）〉と呼ばれる姉ルビア・エルステインの裏切りによって爵位と領地を剥奪。両親は、名ばかりの裁判によって政治犯を収容するバルサス監獄に幽閉されてしまった。以来、リンスレットやキャロルなどの昔からの親しい人物以外からは〈災禍の精霊姫〉の妹として、蔑みと憎悪の目で見られるようになる。
炎精霊スカーレットを操り戦う天才的な精霊使いであり、戦術眼にも優れるためチームでは司令塔としての役割についている。
優秀な問題児が多く集まるレイヴン教室でも特に問題児であり、〈風王騎士団（シルフィード）〉や彼女を敵視している上級生と毎日のように対立していた。反面、学院内の成績はトップクラスで言葉通りの優秀な問題児。6歳の時点で姉のルビアの教えもあったが精霊語を僅かながら読めていた。
クレア自身も知らないことであったが、実は〈精霊姫〉の才覚においては「数百年に一度の逸材」と言われた姉のルビアを上回っており、そのためスカーレットも契約相手にルビアよりもクレアを選んだ。エルスティン家の炎である〈炎を燃やす焔〉を〈精霊剣舞祭〉においても無意識ではあるが繰り出していたが、〈闇の精霊姫〉となったことでその才能を覚醒させ、炎の鞭（フレイム・タン）に〈炎を燃やす焔〉を上乗せして神殺しの焔〈レーヴァティン〉を切り裂くなどの成果を発揮した（後にその才覚に眼をつけていたルビアによって、〈闇の精霊姫〉に選ばれる要因にもなった）。
一見我が儘で気性が荒く傍若無人な態度が目立つが、それは姉の裏切りにあって以来天涯孤独の身として生きてきた彼女の辛い過去から来るものであり、根は優しく、繊細で傷つきやすい純粋な心の持ち主である。性格もアレイシア精霊学院入学当初は現在とは違い、上級生からいじめられても言い返せないほど大人しいものだった。
出会ったばかりの頃はカミトを奴隷扱いしていたが、自分の契約精霊になると誓ってくれた彼に対して心を開き、次第に恋愛感情を抱くようになる。〈精霊剣舞祭〉優勝の恩赦によって釈放された両親との会話の中で、カミトへの好意を自覚する。
最終決戦後、アレイシア精霊学院に留まって、いずれは教師になりたいと願っている。
料理の腕に関してはカミトが編入して来るまでは缶詰だけで生活しており、調理すると黒焦げの炭にするなど皆無に等しかった。
胸が小さいことを極端に気にしており、スタイル抜群のリンスレットやエリスに対して劣等感を抱いているが、彼女自身は同性の目から見ても魅力的な妖精のような可憐な容姿を持っており、エルスティン家の令嬢として培ってきた気品や風格も兼ね備えていることから、〈精霊剣舞祭〉の本戦前に開かれた舞踏会では髪の色と同じ紅いドレスを着て会場入りした際に、一瞬で周囲の注目を集めている。
〈精霊剣舞祭〉へ出場する目的は、「優勝した際の〈願い〉で姉に会って4年前の真実を聞くこと」。しかし、〈精霊剣舞祭〉決勝でその願いは叶ってしまい、優勝後にフェンリルを奪われて気落ちするリンスレットのために、自身の〈願い〉を使ってフェンリルを取り戻そうかとリンスレットに語っている。
キャラクター人気投票では3位。第2回では4位。
カミトと共に漫画版『つきツキ!』第30章に（作中の漫画の登場人物という扱いで）登場している。
フィアナ・レイ・オルデシア
声 - 大西沙織
契約精霊：ゲオルギウス
精霊魔装：無窮なる女王の城（セイヴ・ザ・クィーン）（7巻 - ）→第二形態〈偉大なる女王の栄光（グローリー・オブ・クイーン）〉（19巻～）→第二展開〈栄光の騎士剣（クリムゾン・グローリー）〉（最終巻）
本作のメインヒロインの一人。カミトの正体を知っている数少ない人物。黒のロングヘアに紫の瞳が印象的な美少女。学院のランクはD。
オルデシア帝国の第二王女であり、かつては帝国の〈神儀院〉の第二位の姫巫女として、ルビア・エルステインに代わる〈火の精霊姫〉の後継者と言われたほどのエリートだったが、〈災厄の精霊姫（カラミティ・クイーン）〉の裏切りによる事件の際にルビアを止めようとしたことで彼女の怒りを買い、心に深い傷を負わされ精霊契約の力を失ってしまった。その事件を境に彼女を祭り上げていた周囲の人間は一瞬にして手のひらを返し、無価値な〈喪失の精霊姫（ロスト・クイーン）〉の烙印を押されていた。
かつて「レン・アッシュベル」として〈精霊剣舞祭〉に出場していたカミトと会ったことがある。その時に女装を解いていた彼に命を助けられ、「〈精霊剣舞祭〉が終わったらまた会おう」という約束を交わしており、その出来事以来彼のことを想い続けていたが、カミトの身に起こった惨劇によりその約束が果たされることは無かった。しかし、「アレイシア精霊学院に編入した精霊使いの少年」の噂を聞きつけ、学院に入学してカミトと再会を果たした。
初めはカミトをレン・アッシュベルであるという真実を材料にして脅して〈精霊剣舞祭〉に出場し優勝することで優勝者に与えられる〈願い〉によって契約精霊の力を取り戻すという目的で彼に近づいたが、ガド鉱山での任務遂行中に自分のことを仲間として受け入れてくれたカミト達に心を開き、さらにジオとの死闘を演じる中でカミトが窮地に陥ったことをきっかけに精霊契約の力を取り戻し、〈神儀院〉に戻るという選択肢を放棄して〈チーム・スカーレット〉の三人目のメンバーとして正式に加入する。
実戦経験が皆無に等しいため白兵戦に関しては素人だが、元々がエリートの姫巫女だったこともあり儀式神楽や魔術に関する知識が非常に豊富であり、特に治癒の魔術に関しては専門の姫巫女にも引けを取らないほどの腕を持っている。
オルデシア王家に代々伝わる聖属性の騎士精霊〈ゲオルギウス〉の使い手であり、チームではその鉄壁の防御力を活かした守備と儀式演舞によるサポートを担当している。
当初はチーム内での自らの力不足を感じており、ゲオルギウスを精霊魔装に展開しようとするものうまくいかず落胆していたが、〈精霊剣舞祭〉本戦でシェーラ・カーンに攫われた際に紅蓮卿と対峙し、彼女の放った火炎球によってフラッシュバックした過去のトラウマを完全に払拭することで、精霊魔装〈無窮なる女王の城（セイヴ・ザ・クィーン）〉を展開する。
〈精霊剣舞祭〉の最中に実力を示したことでエルスティン公爵夫妻の釈放に対して発言権を強めるなど、王女としての立場を強めていくが、長兄アルネウスの評判の悪さから帝国議会からは王位継承者の一人として担ぎ出されるなど、権力争いに巻き込まれるようになる。
料理の腕に関しては見た目だけなら何ら問題はなさそうだが、本来味覚を持ち得ないはずの精霊の舌を破壊するほどの凶悪な料理を作るため、ある意味クレア以上に問題がある。
オルデシア王家の正統な血統ではあるが、決してとっつきにくい性格というわけではなく、寛大で話しやすい好人物である。また、戸惑うカミトに「はしたないお姫様は嫌い？」と言ってわざと胸を押し付けたり、クレアに年頃の少女とは思えない大胆な発言をして、からかったりすることが原因で、クレアには「エロ王女」と呼ばれている。しかし本当はカミトに自分が買った下着を見られただけで真っ赤になって恥じらうなど、クレア並に初心な少女である。胸はそれなりに大きい部類にはいるがグレイワースのような規格外の大きさには劣るため、入学当初はカミトを誘惑するためわざわざ胸パッドを仕込んでいた。
キャラクター人気投票では2位。第2回では6位。
エリス・ファーレンガルト
声 - 石上静香
契約精霊：シムルグ
精霊魔装：風翼の槍（レイ・ホーク）→第二形態〈神霊鳥の槍（レイ・ホーク・ラグナ）〉（16巻～）
本作のメインヒロインの一人。オルデシア帝国において武芸の名門として誉れ高いファーレンガルト公爵家の次女。鳶色の瞳に青髪のポニーテールが映える美少女。風精霊シムルグの使い手であり、高位の精霊使いであると同時に槍術の達人でもある。学院のランクはAA。
アレイシア精霊学院では最優のヴィーゼル教室に所属する優等生で、同時に学院の風紀を守る騎士団〈風王騎士団（シルフィード）〉の団長を務める。生真面目で融通の利かないところがあるが、自分の非を素直に受け入れることができる真っ直ぐな心を持っている。また、生涯添い遂げる殿方のために料理の腕を磨くなど一途な少女である。努力家だがどこか要領の悪いところがあり、教科書を丸暗記しようとしてカミトにそれを指摘されている。人の話を真に受けやすい一面があり作中では様々なトラブルの原因にもなっている。
性格の堅さとは裏腹に可愛いものが好きで寮の自室にはぬいぐるみなどがあり、精霊であるスカーレットやフェンリルにも同様の感情を抱いている。
最初は男性の身でありながら学院に編入してきたカミトを風紀を乱す敵と決めつけ何かと目の敵にしていたが、彼と関わるうちに好意を抱くようになり、〈チーム・スカーレット〉の〈精霊剣舞祭〉出場が決定したその日に、告白の想いを込めてカミトにチョコレートを渡した。カミトがレン・アッシュベル本人だとは20巻で本人から教えられるまでチームで唯一全く気付いていなかった。
精霊使いになったのは、幼少時に厳格ながらも公明正大な人物であった姉のヴェルサリアに憧れ、騎士としての道を志すようになったことがきっかけである。しかし、学園に入学した時にはヴェルサリアは力を求めることに取り付かれており、ヴェルサリアが〈風王騎士団〉を追放された後に騎士団長に任命されたが、理想と現実のギャップに悩むことになる。〈ヴァレンティア聖祭〉で呪装刻印で暴走した精霊によってカミトが重症を負い、ヴェルサリアに「貴様に騎士の資格はない」と言われ自信を喪失しかけたが、部屋に現れたクレアの挑発とラッカとレイシアの願いを受けて自信を取り戻し、〈チーム・スカーレット〉の5人目のメンバーとして加入する。
幼少の頃から正統な騎士の剣を学んでおり、本人の性格の部分もあって得意な型としている。その反面、〈教導院〉出身者など（カミト、ジオ、リリィ）の変則的な動きには対応できないことも多く、風もまだうまく扱えておらず、エリス本人も〈精霊剣舞祭〉が始まってからはそれを痛感しているが、〈精霊剣舞祭〉決勝でのリリィ・フレイムとの戦いではティターニアの麻痺毒で痺れて動けないのを逆手に取り、風の魔術で飛翔し攻撃するという奇策をとる。
スタイル抜群で、特に胸は同性からの羨望の眼差しを受け、グレイワースやカミトに「わがままボディ」と言われるほど大きいが、本人は剣を振るう邪魔になるだけだと思っている。
幼い頃から騎士として勇ましく育てられたためか、クレア達と比べて女性として自分にどこか自信のないところがあり、そのためカミトに「可愛い」「綺麗だ」などと言われるたびに赤面して慌てふためいている。
キャラクター人気投票では4位。第2回では2位。
リンスレット・ローレンフロスト
声 - 優木かな
契約精霊：フェンリル
精霊魔装：魔氷の矢弾（フリージング・アロー）→第二展開〈氷烈の魔弓（フローズヴィトニル）〉
本作のメインヒロインの一人。オルデシア帝国の名門貴族ローレンフロスト伯爵家の三姉妹の長女。プラチナブロンドの髪にエメラルドの様な瞳を持つ美少女。学院のランクはA。
クレアとはライバルであり、常日頃から「残念胸」「泥棒犬」と暴言を飛ばしあうなど喧嘩が絶えないが、同時に幼馴染で親友でもあるため、決して仲が悪いわけではない。
6歳の時に父親のローレンフロスト伯爵に連れられてエルスティン公爵家を訪れた時、クレアを最初見た時は「容姿が飛び抜けて可愛い以外はパッとしない子」と評価を下している。また、現在とは正反対の本来の性格でもあった彼女に対して好意的ではなかったが、エルスティン家の封印書庫にクレアと共に無断で立ち入った際、封印精霊のアイスサラマンダーに襲われ危機に陥った時にクレアの才能の一端を見ることになり、同時にライバル兼親友として認めるようになる。
高位の氷精霊フェンリルを使役しており、学院では〈氷魔のリンスレット〉と呼ばれるなど、精霊使いとしての実力はクレアにも引けを取らないほど高い。
クレアへの対抗心か、入学してきたカミトを自分の下僕にしようとしていたが、いつの間にか彼を下僕にするどころか好意を抱くようになる。カミトがレン・アッシュベル本人だとは20巻で本人から初めて教えられたが、薄々感づいていた。
プライドが高すぎる性格が祟って自爆してしまうことも多いが、学院に来たばかりのカミトにスープを差し入れたり、学院の入学時から上級生から非難を浴びているクレアを通りがかった振りをして助けるなど、非常に面倒見がよく気配り上手な姉御肌の一面を持っている。また、幼少時から年の離れた二人の妹の面倒を見ていたため、廃都〈メギドア〉の地下通路で出会ったイセリアとも仲良くなっている。
メイドのキャロルがするはずの仕事を全て自分で完璧にこなしており、料理の腕は高級レストランのシェフ並み、菓子作りの技術は一流のパティシエと同じレベル、さらにマッサージの腕はプロ級だが、浅い場所でも溺れる程のカナヅチが悩みである。
〈水の精霊王〉への儀式に失敗した妹のユーディアを氷漬けにされるという悲しい過去を持っており、優勝した際の〈精霊王〉への〈願い〉で氷に閉じ込められた妹を解き放つことを目的に〈精霊剣舞祭〉に出場するが、〈願い〉の正体を知ったためにそれは叶わなかった。
上記の通り精霊使いとしての実力は非常に高いものの、プライドが高いこととメンバーに求める能力が高すぎたためにチームの結成と解散を繰り返し、〈チーム・スカーレット〉に加入する頃には誰からも誘われなくなっていた。呪装刻印で暴走した精霊によってカミトが重症を負って一時参加できない状態になった際、カミトが〈チーム・スカーレット〉への加入を頼んだため、4人目のメンバーとして加わる。
最終決戦後、アレイシア精霊学院に留まって、ローレンフロストの新たな領主になるか帝都でレストランを開くかで迷っているとクレアたちに語っている。
精霊魔装〈魔氷の矢弾（フリージング・アロー）〉の使い手であり、特に精霊魔装の展開速度にかけては他の追随を許さないほどのスピードを誇る。チームではその技能を活かして後方からの攻撃を担当している。
キャラクター人気投票では5位。第2回では3位。

#### 主要契約精霊
エスト
声 - 加隈亜衣
本作のメインヒロインの一人。カミトの相棒である〈魔王殺しの聖剣（デモン・スレイヤー）〉と呼ばれる剣精霊の少女。普段の姿は銀髪の少女だが、精霊魔装〈テルミヌス・エスト〉の姿は長大な剣。
対呪性能や凄まじい魔力を秘めており、10分の1しか発揮できない現在でも並の精霊とは比べものにならないほどで、最強クラスのレスティアと同等の力を誇る。だが唯一の弱点はあまりに強力すぎるため神威の消費が激しいことで、当初カミトは数分しか精霊魔装として展開出来なかった。
かつては学院の近くの洞窟に封印されており、後述の理由のために今まで多くの精霊使いを袖にしてきたが、本人曰く「カミトに自分と似たものを感じた」らしく彼と契約を交わす。
普段は無表情で滅多に感情を表に出さないが、自分が好意を抱いているカミトに対してだけは甘えることが多く、よく全裸ニーソックスや裸ブラウスの姿で彼に添い寝している。基本的に羞恥心という感情を持っていないが、素足を見せることだけは極端に恥ずかしがる。
基本的にカミトには絶対の忠誠心を持っているが、天然で多くの女性の心を射止める彼に対して「カミトは本当に節操が無い御主人様です……」と言うなど、カミトの天然女たらしな一面には呆れ果てているようである。
その正体は古代の大戦の時代に作られた精霊兵器であり、かつて魔王スライマンと戦い、世界を救った〈救世の聖女（セイクリッド・クイーン）〉アレイシア・イドリースの相棒だった。しかし、自身が強大な解呪の力と引き替えに契約者の命を削る魔剣であることが判明し、アレイシアはその呪いで命を落としてしまった。
自分と同じ最高位の精霊でカミトのもう一人の相棒でもあるレスティアには嫉妬も含んだ対抗心を抱いており、彼女からの挑発に対して度々応酬をしている。
最終決戦後もカミトの傍に留まって、アレイシア精霊学院に戻って行われた祝宴の翌朝に、カミトに恥ずかしながらも素足を見せた。なお、最終決戦時には既に本体の〈テルミヌス・エスト〉とは乖離した別の存在になっていた為、本体の〈テルミヌス・エスト〉が消滅した後も存在を維持している。
キャラクター人気投票では1位。第2回でも1位。
テルミヌス・エスト
カミトとの契約の影響で分裂したエストの本体。〈魔王殺しの聖剣〉と呼ばれている存在。
分離したエストに過去の記憶を与えていた張本人で、本来はカミトとも契約をするつもりはなかったが、カミトが契約をしようとしたためにエストと分裂してしまった。5巻でカミトとの〈門〉が閉じた時に、分離したエストにカミトとの契約を破棄するように命令した。
〈精霊戦争〉の際はどちらの側にも付かず、どちらの勢力にも恐れられており、最高位の闇精霊であるレスティアをして喧嘩をしたくないと言うほどである。
〈元素精霊界〉での最終決戦で、〈聖女〉アレイシアの肉体を得た〈聖王〉アレクサンドロスに契約を復活させられて召喚され、エストのことを既に自身から乖離した別の存在だとアレクサンドロスに告げた。そして、カミトの双剣をも圧倒するが、カミトが魔装融合で顕現させた〈魔王の聖魔剣〉の攻撃で亀裂が生じて、カミトの〈烈華螺旋剣舞・無限解放〉でアレクサンドロスと共に粉々に砕け散って、アレイシアの意識の欠片と共に消滅した。
レスティア・アッシュドール
声 - 日笠陽子
カミトの契約精霊で、かつて魔王が使役したとされる最高位の闇精霊。普段の姿は艶やかな黒髪に黄昏色の瞳をして黒い翼を持つ闇色のドレスを着た少女。精霊魔装の姿は闇の魔剣〈真実を貫く剣（ヴォーパル・ソード）〉。
その正体は〈闇の精霊王〉レン・アッシュドールの分身のような存在であり、〈闇の精霊王〉の力を受け継ぐ〈魔王〉を覚醒に導く導き手として、数千年間に渡り生きてきた。
〈暗黒の炎（イビルフレイム）〉や〈闇魔閃雷（ヘルブラスト）〉といった高位の闇属性の精霊魔術を使用している。
〈教導院〉ではカミトの教育係だったが、カミトに人の心を教えてしまったために再び〈スライマンの指輪〉に封印された。
その後、崩壊する〈教導院〉からカミトと共に脱出し、グレイワースに封印を解いてもらい、レン・アッシュベルと名乗ったカミトと共に〈精霊剣舞祭〉の頂点に登り詰める。カミトに精霊王の暗殺という願いを頼み、〈異界の闇〉に汚染された精霊王の狂った人格のみを滅ぼそうとしていたが、精霊王を浸食している〈異界の闇〉によって捕らえられ、カミトを転移魔術で安全な場所に飛ばした後、長らく行方が知れなかった。
その〈異界の闇〉によって「汚染」された〈闇の精霊王〉によって内側から侵食されつつあり、自分でいられる時間が残り短くなっていた。
作中における数々の事件で暗躍しており、〈精霊剣舞祭〉本戦ではカミトを〈魔王〉として覚醒させる仕上げとしてネペンテス・ロアをぶつけ、自身も精霊魔装になりカミトや〈チーム・スカーレット〉の面々と交戦する。しかしミラ・バセットの介入などにより敗北し、一時的に実体化できない程に弱っていたが7巻で再び復活する。
神聖ルギア王国、および〈聖霊騎士団〉から「世界の敵」として狙われている。
彼女が変わってしまったのは、上述の〈異界の闇〉によって汚染された〈闇の精霊王〉が彼女自身に潜ませた〈魔王〉の意思であることが発覚。さらにカミトが〈魔王〉として覚醒したことで精霊契約の絆も消えかかってしまうが、クレアが〈魔王〉の魂を鎮めることの出来る〈闇の精霊姫〉として目覚めたことにより〈魔王〉の意思が封印され、カミトとの3年前の絆を完全に取り戻し、再び彼の契約精霊として戦うことになる。
最終決戦後もカミトの傍におり、自分の役目はカミトを心の安らぎの居場所となったアレイシア精霊学院に導くことだったのかもしれないと思っている。
自分と同じく最高位の精霊であり、カミトのもう一人の相棒であるエストには対抗心を持っているような節があり、エストとは度々挑発の応酬をしている。が、付き合う内にそのような態度もなくなり、最終的に「喧嘩するほど仲が良い」という間柄になり、妹のような目を向けるようになった。
〈精霊戦争〉時は〈闇の精霊王〉の軍勢を率いる立場におり、オルトリンデとはその時に何度か刃を交えた間柄であった。
キャラクター人気投票第2回では5位。
スカーレット/オルトリンデ
クレアが使役する炎精霊。火猫の姿をしている。
〈灼銀の戦姫（スカーレット・ヴァルキリー）〉と呼ばれ、竜種ですら倒すこともできる強力な精霊だが、クレアからの扱いは猫そのもの。精霊魔装の姿は〈炎の鞭（フレイムタン）〉。第二展開時は飛翔可能な真紅の鎧<殲火の戦鎧（エインヘリヤル）>。
真名は遥か昔に失われていたが、〈精霊戦争〉の仇敵でもあるレスティアによって9巻で判明し、人型高位精霊のオルトリンデとして覚醒する。
真名開放後は一国のエース級精霊使いを単独で撃破するほどの力を発揮する。
覚醒した後も火猫の姿にもなることも可能になっているが、その時は獣並の知性になっており、記憶は人型とは別になっている。
真名開放後は火猫の姿であるにもかかわらず、カミトに嫉妬するような描写がある。15巻で、〈竜の峰〉のヴリトラが封印された〈祭殿〉で、ルビアの幻影に惑わされるクレアに自分の心に素直になるように諭し、カミトを好きだと告白したクレアの求めに応じて、オルトリンデとして再び顕現した。以降はクレアの意思で自在に顕現できるようになったが、その分クレアの〈神威〉を多く消費している。〈元素精霊界〉での最終決戦で、クレアがカミトとの〈闇神楽〉の儀式を行った後は、真名解放せずともスカーレットの意思で顕現できるようになった。
オルトリンデとしての本質はエストと同じ〈精霊兵器〉であり、エストとの情報共有によって〈天使〉に対抗する事が可能となる。
フェンリル
リンスレットが使役する魔氷精霊。狼の姿をしており、胃の中が亜空間となっており荷物を飲み込んで運ぶことができる。精霊魔装の姿は〈魔氷の弓（フリージング・アロー）〉。第二展開時は<氷烈の魔弓（フローズヴィトニル）>
〈精霊剣舞祭〉決勝にて、バンダースナッチに食べられて吸収されたが、その後、〈精霊剣舞祭〉終了後にイセリアを狙うシェーラ・カーン（教主）と共に漆黒の体毛と紅い目という本来とは程遠い禍々しい姿で現れ、カミト達に牙をむくが、カミトとエストによって解放され、リンスレットの元に戻る。
イセリアがリンスレットたちと会話するときには、フェンリルを介している。
シムルグ
エリスが使役する魔風精霊。巨大な鳥の姿をしており、偵察を得意としている。精霊魔装の姿は〈風翼の槍（レイ・ホーク）〉。
エリスからは「顔が怖い、あんまり可愛くない」と言われている。〈精霊大祭〉で子供にせがまれたエリスが召喚した際は、その子供に泣かれてしまっている。〈元素精霊界〉での最終決戦で、エリスがカミトとの〈闇神楽〉の儀式を行った後は、王冠と七色の羽根を纏う霊鳥のような姿になる。
風精霊の特徴として、契約者であるエリスと離れて行動することができる。
ゲオルギウス
フィアナが使役するオルデシア王家に代々仕える聖属性の騎士精霊。精霊魔装の姿は〈無窮なる女王の城（セイブ・ザ・クイーン）〉。第二展開時は<栄光の騎士剣（クリムゾン・グローリー）>
フィアナが〈喪失の精霊姫〉となってからは長らく呼び出されていなかったが、ジオ・インザーギとの戦いでフィアナが精霊契約の力を取り戻したことで、再び彼女の契約精霊として召喚されるようになる。
高い防御力を誇り、聖属性の高位精霊のため闇属性への抵抗防御力も高く、チームでは防御の要になっている。
〈元素精霊界〉での最終決戦では、〈風の精霊王〉ベルファール・シルフィードの化身との戦いでフィアナの危機に反応して、自身の意思で精霊形態に戻った際に初めてフィアナに語りかけて、帝国古流剣技でベルファールの化身を迎撃した。

### オルデシア帝国

#### オルデシア王家
アウグスト・レイ・オルデシア
オルデシア帝国皇帝で、フィアナたちの父親。
13巻では帝都〈オストダキア〉で開催される〈諸国会議〉に列席している。皇帝暗殺未遂事件で、〈冥府の伯爵〉の影が放った瘴気を浴びて、生死の境を彷徨っていたが一命を取り留めた。最終決戦後、体調が良くなっている模様。
アルネウス・レイ・オルデシア
オルデシア帝国の王子で、フィアナの二つ年上の兄。
帝国の第一位の王位継承者で序列的には次期皇帝ではあるが、フィアナによると幼い頃から粗暴かつ残忍な性格で、帝国の誰からも次期皇帝の器ではないと思われている。
妹のフィアナを「役立たずの精霊姫」と呼び、フィアナからも上述の性格から蔑まれており兄妹の関係は最悪。また、帝国議会がフィアナを王位継承者候補として担ぎ出そうとしていることに苛立ちを感じており、〈諸国会議〉に列席する彼女の前に現れて難癖をつけたが、フィアナの護衛に就いていたデュネイの眼光に怯んで引き下がった。実は聖国と共謀関係にあり、皇帝暗殺未遂事件を利用してフィアナと反アルネウス派貴族を投獄するが、ミレニアからは「無能皇帝」と見下されており実際には聖国に利用されている。
そして、次第に求心力を失って遂にフィアナ率いる反乱軍に帝都に侵攻され、ミレニアにも見捨てられて最終的に降伏した。
リネア
オルデシア帝国第一王女で、フィアナの姉。かつてのフィアナと同じく、〈神儀院〉に入っている。かつて精霊契約の力を失っていたフィアナを、ことさらに軽蔑していた。
フィアナ・レイ・オルデシア

#### アレイシア精霊学院

##### 教師
グレイワース・シェルマイス
声 - 中原麻衣
契約精霊：魔精霊〈ヴォイド〉（8巻まで）→魔精霊〈ヴラド・ドラクゥル〉（14巻終盤から）
精霊魔装：ストーム・ブリンガー（8巻まで）→魔剣〈ヴラド・ドラクゥル〉（14巻終盤から）
アッシュブロンドの髪と妖艶な風貌が特徴的な美女で、アレイシア精霊学院の学院長。3年前、カミトを〈精霊剣舞祭〉に送り出し、その後、彼の契約精霊のレスティアの情報と引き換えに学院に入学させた張本人。
本編の24年前に開催された〈精霊剣舞祭〉では当時15歳で優勝しており、その時の願いで仮初めの不死の肉体を得ているが、精霊使いとしての本来の能力はとうに失われていた。
学院の生徒を始めとする精霊使いの少女達からは「大陸最強の精霊使い」と尊敬されている。ただし、カミトからは今までの仕打ちから、ただのドSな婆さんという認識を持たれており、敬語は使わず、「グレイワースの婆さん」、「婆さん」、「グレイワース」と呼ばれている。
経緯は不明だが以前に心臓に呪装刻印を移植されており、上記の願いによってなんとかもっていた。
ランバール戦争ではオルデシア帝国の〈十二騎将（ナンバーズ）〉の一位として活躍し、敵・味方ともに〈黄昏の魔女（ダスク・ウィッチ）〉の異名で恐れられていた。それとともに国内外に多数の「敵」を抱えており、カミトがレスティアの封印を解いてもらうためにグレイワースの下にいた時には毎日のように暗殺者に襲われていた。
カミトが扱う絶剣技の本来の使い手で、当時カミトにそれらの技を叩き込んでいた（カミト曰く、理不尽なしごき）。
〈精霊剣舞祭〉本戦では、決勝前に教え子達の活躍を見守るという名目で〈浮遊島〉を訪れており、カミトにある理由で教えていなかった絶剣技の究極奥義の終ノ型〈天絶閃衝（ラスト・ストライク）〉を教え、その直後に神威を使い果たし倒れた。命は助かったものの、心臓の呪装刻印の副作用で体内の神威の経路がズタズタになり、精霊使いとしては二度と活動できなくなった。
かつて、ランバール戦争に参加していた時に自分を慕う大勢の姫巫女が死ぬのを目にしており、戦争や紛争を憎んでいるため、上述の件の後にカミトに対して「レン・アッシュベル（ルビア）を止めろ」と強く進言している。
最終決戦では本来の年齢の姿に戻っている。最終決戦後、アレイシア精霊学院に留まって、レオノーラの素質を気に入って、二番目の弟子にして〈絶剣技〉を教えている。
フレイヤ・グランドル
声 - かかずゆみ
契約精霊：影精霊〈影の隷属者（シャドウ・サーヴァント）〉
精霊魔装：不明
アレイシア精霊学院レイヴン教室担当の教師で、グレイワースの信頼する数少ない人物。
優秀な問題児の多く集まるレイヴン教室を担当しており、生徒からは厳しいことで恐れられているが、当初はカミトと二人だけで〈精霊剣舞祭〉を戦い抜こうと考えていたクレアに対して、チェスに例えてチーム戦の重要さを説いたりするなど、厳しいながらも生徒思いの一面もある。
影精霊使いであるためにグレイワースからは度々軍への密偵に使われており、よく愚痴をこぼしている。14巻で、皇帝暗殺未遂事件の余波で軍の施設に投獄されたカミトたちを脱獄させる手引きを行い、その際に元〈暗部〉の特務騎士であったことが判明した。

##### 風王騎士団（シルフィード）
ラッカ
声 - 鈴木絵理
契約精霊：地精霊〈カブラカン〉
精霊魔装：破岩の鎚（ロック・ブレイカー）
短髪のボーイッシュな少女。ラッカの精霊魔装〈破岩の鎚〉は柄の長い大鎚。風王騎士団の一員で、同じ騎士団のエリスやレイシアとチームを組んでいた。2巻での鉱山都市ガドにおける任務中に、レイシアと共に重傷を負う。3巻では〈精霊剣舞祭〉までに完治するのは無理だと判断し、レイシアと共にチームの解消をエリスに申し出て、願いをエリスに託した。
〈精霊剣舞祭〉が閉幕しエリスたちが学院に帰還した頃にはレイシアと共に回復しており、任務に復帰していた。13巻では、〈カブラカン〉を使って学院都市の復興を手伝っている。エリスたちが学院都市を追われた後もレイシアたちと共に抵抗活動を続けて、学院都市で反乱が起こるとエリスたちと再会し、ヴェルサリアたちと共に大量に出現する魔精霊から学院都市を守った。〈元素精霊界〉での最終決戦では、学院都市の復興に駆り出されていたが、レイハからの呼びかけでカミトたちの現状を聞いて、レイシアや他の学院生たちと共に〈精霊王〉を鎮める祈祷を捧げた。
レイシア
声 - 橋本ちなみ
契約精霊：オアンネス
精霊魔装：名称不明の氷の剣
髪を三つ編みにしたおとなしめの少女。風王騎士団の一員で、同じ騎士団のエリスやラッカとチームを組んでいた。2巻での鉱山都市ガドにおける任務中に、ラッカと共に重傷を負う。3巻では〈精霊剣舞祭〉までに完治するのは無理だと判断し、ラッカと共にチームの解消をエリスに申し出て、願いをエリスに託した。
〈精霊剣舞祭〉が閉幕しエリスたちが学院に帰還した頃にはラッカと共に回復しており、任務に復帰していた。エリスたちが学院都市を追われた後もラッカたちと共に抵抗活動を続けて、学院都市で反乱が起こるとエリスたちと再会し、ヴェルサリアたちと共に大量に出現する魔精霊から学院都市を守った。

##### 生徒
ホリン・シャレイリア
声 - 西明日香
契約精霊：獣群精霊〈ケルンノス〉
グリズリー教室の生徒で、プラチナブロンドの髪が特徴の樫の賢者（ドルイド）の少女。クレアからは「お子様」、カミトからは「野生少女」と呼ばれている。彼女が契約している精霊を召喚するには大規模な儀式が必要で、使役する際には祭殿を用意している。
2巻で、カミトとクレアのランキング戦の相手として登場。2人の相手を仲間に任せ、自分は儀式演舞で自身の契約精霊を召喚する作戦で勝利する。その後も勝ち進んでいたようで、ランキングを2位で通過し、〈チーム・ケルンノス〉として〈精霊剣舞祭〉に出場した。
カミトに対しては、他の少女たちと違い普通に接している。
〈精霊舞踏祭〉では、精霊の森の中のテントに住んでいることが判明。〈精霊舞踏祭〉にも、チーム・ケルンノスを率いて参加している。
エルサ
声 - 田頭里奈
契約精霊：金剛精霊〈アダマンティン〉
学院の上級生で、紫色の長髪が特徴の少女。元〈風王騎士団（シルフィード）〉の団員だったが、騎士団の権威を振りかざし、立場の弱い学院生を執拗にいたぶる等の素行の悪さが目立ったため、エリスが騎士団長になった際に騎士団を追放されていた。
1巻終盤から登場。学院都市の〈軍用精霊〉の契約式典でディナーレと共にクレアを一方的に攻撃するが、クレアの〈ゲシュペンスト〉で狂乱したスカーレットに金剛精霊を倒されてしまった。
3巻では、〈チーム・アクアンズ〉に所属しており、ランキング戦でクレアと戦うが、金剛精霊〈アダマンティン〉を〈炎の鞭〉で切り裂かれ敗北した。
その後、クレアを奇襲しようとしたところに現れたヴィヴィアン・メローサから自らの意思で呪装刻印を移植し、精霊を暴走させてしまった。その後、彼女はディナーレと共に森で発見され、呪装刻印を移植した罪で帝都へ連行された。
ディナーレ
声 - 諏訪彩花
契約精霊：魔鏡精霊〈リフレクタ〉
学院の上級生で、薄緑色の短髪が特徴の少女。元〈風王騎士団〉の団員だったが、騎士団の権威を振りかざし、立場の弱い学院生を執拗にいたぶる等の素行の悪さが目立ったため、エリスが騎士団長になった際に騎士団を追放されていた。
1巻終盤から登場。学院都市の〈軍用精霊〉の契約式典でエルサと共にクレアを一方的に攻撃するが、クレアの〈ゲシュペンスト〉で狂乱したスカーレットに魔鏡精霊を倒されてしまった。
3巻では、〈チーム・アクアンズ〉に所属しており、ランキング戦でヴィッテと共にカミトと戦う。ヴィッテの音の刃を魔境精霊で増幅して反射するコンビネーションでカミトに攻撃するが、ヴィッテを倒されてしまい逃走しようとするも、カミトに〈テルミヌス・エスト〉で魔鏡精霊ごと貫かれ、敗北した。
その後、クレアを奇襲しようとしたところに現れたヴィヴィアン・メローサから自らの意思で呪装刻印を移植し、魔鏡精霊を暴走させてしまった。その後、彼女はエルサと共に森で発見され、呪装刻印を移植した罪で帝都へ連行された。
メイナス
声 - 夏川椎菜
〈チーム・アクアンズ〉の一人。
ヴィッテ
声 - 麻倉もも
契約精霊：名称不明の音精霊
精霊魔装：名称不明の竪琴
〈チーム・アクアンズ〉に所属している栗色の髪をした小柄な少女。ランキング戦では、狙撃手として、ディナーレと共にカミトと戦うが、カミトが〈テルミヌス・エスト〉を短剣に変化させ投擲したことに反応しきれず、胸を貫かれ昏倒してしまった。
デーラ
声 - 木村珠莉
〈チーム・アクアンズ〉の一人。

#### エルステイン家
クレアの実家。過去に何人もの精霊姫を輩出してきた名門貴族家であり、オルデシア帝国内でも最大の勢力を誇っていたがルビアが精霊王に反逆したことで帝国から火の力が消し去られたため、当主と夫人は投獄され、家は取り潰された。家紋は炎の赤獅子。
ヴォルフラム・エルスティン
オルデシア帝国の名門貴族エルステイン公爵家の当主で、クレアとルビアの父親。
長女のルビアが起こした事件により爵位と領地を没収され、12巻までは夫人と共にバルサス監獄に投獄されていたが、〈チーム・スカーレット〉が〈精霊剣舞祭〉を優勝したことで特別な恩赦が与えられ、夫人と共に釈放された。そして、旧エルステイン領に与えられた小さな土地の屋敷でクレアと再会した。
クレア・エルスティン

ルビア・エルスティン

ジラ
元エルステイン家のメイド長。エルステイン家が取り潰された後もクレアの元に残った数少ない家臣の一人。温泉宿を経営しており、強化合宿に訪れたチーム・スカーレットのメンバーを宿泊させた。その際、カミトにクレアのことを頼んでいる。

#### ファーレンガルト家
エリス・ファーレンガルト

ヴェルサリア・イーヴァ・ファーレンガルト
声 - 佐倉綾音
契約精霊：城塞精霊〈ドレット・ノート〉
精霊魔装：静寂の要塞（サイレント・フォートレス）
オルデシア帝国の名門貴族ファーレンガルト家の長女。エリスの姉で槍術の師匠でもある。星の輝きを集めて製錬したような美しいブロンドの髪とアイスブルーの瞳が特徴的な少女。
ファーレンガルト姓を名乗っているが、元はランバール戦争で没落した下級貴族の娘で、精霊使いとしての類いまれなる才能を見込まれファーレンガルト家の養子になった。そのためエリスとは直接の血の繋がりがない義理の姉妹。
封印精霊の城砦精霊〈ドレッド・ノート〉を使役し、精霊魔装と同じ〈静寂の要塞（サイレント・フォートレス）〉の異名を持ち、クレアですら恐れるほどの実力者で「アレイシア精霊学院最強の精霊使い」と呼ばれている。
3年前の〈精霊剣舞祭〉に出場しており優勝候補の一角とされていたが、当時は無名のレン・アッシュベル（カミト）と戦い一瞬で敗北。それ以来、レン・アッシュベル（カミト）への雪辱を誓うと同時に力への渇望に取り付かれていった。
〈風王騎士団〉の騎士団長を務めていたが、上述の一件の後に学院内で苛烈な処罰などを繰り返していたことが原因で反発を招き、騎士団長を解任された。経緯は不明だがその後、〈骸連盟〉のヴィヴィアン・メローサによって心臓に呪装刻印を移植された。
〈風王騎士団〉でエリスに不満を持っていた騎士団員を強引に引き抜き、学院のチーム対抗戦に参加。単独でエリスを加えた〈チーム・スカーレット〉に戦いを挑み序盤は圧倒していたが、クレアの炎魔術とリンスレットの氷魔術の温度差攻撃で〈静寂の要塞〉の装甲を脆くされ、エリスの〈風翼の槍〉で貫かれたことで敗北。その直後に心臓の呪装刻印が暴走し異形の姿となる。怪我を押して出てきたカミトの〈魔王殺しの聖剣〉で胸を貫かれた時に呪装刻印は破壊された。また、呪装刻印はなくなったが、神威の代謝をつかさどる経路はズタズタに破壊されてしまった。
その後は呪装刻印を移植した罪で、帝都へと移送された。その時にエリスに謝罪し、リボンを渡した。
最終決戦後、レオノーラと馬が合ったようで、レオノーラの影響を受けて下着をはかなくなったことで、エリスの頭を悩ませている。
シグナス・ファーレンガルト
声 - 斧アツシ
エリスとヴェルサリアの祖父であり、オルデシア帝国筆頭軍事顧問を務めるファーレンガルト公爵。ランバール戦争時に活躍した帝国の英雄で王族のフィアナも目礼するほどの大物だが、本人は堅苦しい挨拶はあまり好まないなど、きさくな人物。
孫娘のエリスを溺愛しており、ヴェルサリアの一件でカミトに対して礼を言うと同時にエリスを嫁に貰うようにさりげなく進言している。また、「エリスを泣かせたらファーレンガルト家の全兵力が君の相手になる」とカミトに対して脅しをかけるなど爺馬鹿な一面もある。また、〈チーム・スカーレット〉が〈精霊剣舞祭〉に優勝した後は、カミトをエリスの婚約者にしようとしている旨をエリスに話した模様。

#### ローレンフロスト家
リンスレット・ローレンフロスト

ユーディア・ローレンフロスト
ローレンフロスト伯爵家三姉妹の次女。姉妹の中でも特に能力に秀でており神儀院の姫巫女にも推薦されるほどだったが、4年前に〈水の精霊王〉に奉納する儀式に失敗して精霊王の怒りを買い、永遠に解けない呪氷に閉じ込められてしまい、以来ローレンフロストの城で以前と変わらぬ姿で眠り続けていた。
実は儀式の際に人間界へも手を伸ばそうとしていた〈異界の闇〉に蝕まれており、闇の本体を人間界に召喚するのを防ぐためにイセリアによって呪氷に閉じ込められていた。
カミトたちが精霊王の〈真祭殿〉で〈火の精霊王〉を解放する際に〈異界の闇〉が活性化したことで、同時にユーディアの中の〈異界の闇〉も活性化し呪氷を内側から打ち砕き、〈氷華の女王〉としてエルフィム種族と接触し、彼らを洗脳して〈ジルニトラ〉を召喚した後に融合して周囲を破壊し始めたが、カミトとリンスレットとルミナリスによって〈ジルニトラ〉と引き剥がされ、昏睡状態でウィンターガルフ城のリンスレットの私室に運び込まれた。間もなく目を覚ますが失明しており、カミトに〈異界の闇〉に取り込まれた時に闇の中を蠢いていた天使たちの一体が自分に憑依したと語った。その後、体力は徐々に回復しているが視力は回復しておらず、移動には車椅子を使用している。〈元素精霊界〉での最終決戦では、ウィンターガルフ城の城主代行としてミレーユやミラと共にレイハからの呼びかけを聞き、〈精霊王〉を鎮める祈祷を行った。
最終決戦後、ユーディアに氷の呪いをかけた〈水の精霊王〉の本体が異界への〈門〉にされて消滅したことで視力が急速に快復しつつあるようで、視力が完全に快復したらアレイシア精霊学院に通うことになる模様。
ミレーユ・ローレンフロスト
契約精霊：雪イタチ（15巻から）
ローレンフロスト伯爵家三姉妹の三女。天真爛漫かつおませな性格で、よく姉のリンスレットをからかって楽しんでいるが、彼女のことを敬愛し慕っている。
カミトのことはリンスレットの将来の夫、自分の将来の義兄と思っており「お兄様」と呼んでいる。
また、氷属性の精霊魔術も使える。14巻では、ラナたち〈森の民〉に〈氷華の森〉の復興を約束し、〈森の民〉と和解した。その返礼として、〈森の民〉は祀っていた精霊の一柱〈雪イタチ〉をミレーユに贈り、15巻で精霊契約を行い精霊使いとなった。そして、カミトたちに同行するリンスレットに代わって城代を務める事になった。そして、フィアナたちによる帝都奪還戦に〈白狼騎士団〉と共にローレンフロストの旗手として従軍し、帝都奪還後にリンスレットやカミトたちと再会する。〈元素精霊界〉での最終決戦では、ウィンターガルフ城でユーディアやミラと共にレイハからの呼びかけを聞き、〈精霊王〉を鎮める祈祷を行った。
最終決戦後、来年にはミラと共にアレイシア精霊学院の登竜門であるエルオール初等学院に入学する模様。
グライアス・ローレンフロスト
ローレンフロスト辺境伯で、リンスレットたちの父親。
13巻では帝都〈オストダキア〉で開催される〈諸国会議〉に列席している。
キャロル・ナスターシャ
声 - 田中真奈美
リンスレットに仕えるローレンフロスト家のメイド。
メイドではあるが炊事、洗濯、掃除などといった家事全般が全く出来ず、更に主人であるリンスレットに朝は起こしてもらっているなど、カミトいわく駄目っ娘メイド。
上記の通り家事などは全くできないが、ローレンフロスト家のメイドの採用基準が｢可愛いこと」であることと、リンスレット自身が彼女を気にいっているために全く問題ない模様。
リンスレットたちが学院都市を追われた後も学院都市に残り、学生寮が帝国騎士団に接収される前にクレアたちの私物を持ち出していた。そして、学院生たちの抵抗運動に協力していたが、学院奪還戦の最中にリンスレットたちと再会した。そして、帝都奪還後に帝都へ向かおうとするリンスレットに頼まれて、学院生や精霊たちの為の炊き出しを任された。〈元素精霊界〉での最終決戦では、精霊使いではないためにレイハからの呼びかけが聞こえず、ミラから事情を聞いて〈チーム・スカーレット〉の旗を取り出して、〈精霊王〉を鎮める祈祷を行うミラたちを応援した。
ナタリア
契約精霊：名称不明の小型の狼
精霊魔装：名称不明の槍
ローレンフロスト家のメイド長で、〈白狼騎士団（ヴォルフ・リッター）〉の騎士団長でもある精霊騎士。
13巻では、ウィンターガルフ城に到着したカミトとリンスレットを歓待し、翌日にはウィンターガルフ城を襲撃してきた無数の氷竜を〈白狼騎士団〉を率いて迎え撃った。
ミラ・バセット

#### その他のオルデシアの人物
コンラッド・バーティマス
オルデシア帝国の宰相で公爵。13巻では、帝都〈オストダキア〉で開催される〈諸国会議〉に列席している。
皇帝暗殺未遂事件の前夜、フィアナに面会し彼女の擁立を支持する諸侯の血判状と、グレイワースの契約精霊の力の〈化身〉を封じた精霊王の血（ブラッド・ストーン）を渡し、皇帝暗殺未遂事件の発端を作った。
実は、事件の前夜にフィアナと接触したのは魔精霊〈バルダンデルス〉の精霊魔装〈混沌の仮面（プロテウス・マスクス）〉によって模倣したミレニアで、本物は事件前日に自殺に見せかけてアルネウス派に毒殺されていた。
ダールス
アルネウス派貴族の一人である伯爵。皇帝暗殺未遂事件が起こった帝国議会で、次期皇位継承問題を解決すべきと提言した。
フィネガス・ボード
帝国議会の最大派閥を率いるフィネガス公爵。反アルネウス派貴族の一人で、皇帝暗殺未遂事件当日の帝国議会ではフィアナを女帝に擁立すべきと宣言したが、事件後に血判状に名を連ねた他の反アルネウス派貴族もろとも投獄された。
ロンド
大蔵大臣を務める伯爵。学院都市の視察中に立ち寄った喫茶店でアルバイトをしていたフィアナを見かけて嘲笑するが、クレアに撃退され逃げ帰った。
イナーゼ・ファンブロワ
ファーレンガルドの旗手であるファンブロワ家の一員で、帝国騎士団長。軍人としての職務に忠実で、頭が固い。
カミトかちが学院校舎に突入しようとした際に立ち塞がり、エリスの忠告も聞き入れなかったがカミトが〈魔王の指輪〉を使って学院に保管されていた複数の魔神級精霊を暴れさせたことで、帝国騎士団は更に混乱する。

#### 十二騎将
グレイワース・シェルマイス

ルーリエ・リザルディア
契約精霊：聖精霊、魔精霊〈モーンブレイド〉
首の後ろでくくった黒髪と、眼鏡の奥に光る理知的な紺碧の瞳が特徴の美女。〈十二騎将〉の第八位で〈奇跡〉のルーリエと呼ばれており、治癒の術式を専門とする、最高位の〈治癒師（ヒーラー）〉。
9巻では〈神儀院〉からの連絡で、絶剣技の継承で倒れたグレイワースの治療にあたった。
実は、神聖ルギア王国の政治組織〈聖法機関（デ・ゼッサント）〉の主と呼ばれる者の配下であり、ミレニアと共に〈魔王殺しの聖剣〉の奪取を命じられていた二重契約者（ダブル・コンダクター）。
その正体は、15年前の〈精霊剣舞祭〉の優勝者ユグドレア・セイント・アソリーテス。かつて辺境の村に生まれたユグドレアには、生まれつき〈癒し〉の才能があり、多くの負傷者を救った。しかしある時、ランバール戦争によってユグドレアの救済行為は更なる死を生むだけの行為だと気付いてしまい、世界の憎しみを消す為に〈精霊剣舞祭〉に出場し優勝した。しかし、〈精霊王〉の〈奇跡〉の力をもってしてもその願いは叶わず、失意に沈んだユグドレアに〈聖王〉アレクサンドロスが語りかけ、ユグドレアの手によって〈聖王〉は玉座から解放された模様。その後、自らの望む世界を実現する為に〈聖王〉に従うことになり、自身の能力で顔を変えて「ルーリエ・リザルディア」という偽名でオルデシア帝国に潜入していた。そして、17巻でヴォルカニクスの力で〈アルカザルド〉と〈ピラミッド〉の結界を焼却させると、ミレニアと共に〈ピラミッド〉に侵入し、〈天魔の大伽藍〉でカミトと交戦する。しかし、カミトの〈絶剣技〉虚ノ型〈破魂絶壊〉によって〈神威〉の循環を司る肉体の経路を斬り裂かれ、二度と精霊使いとしての能力を使うことが出来なくなった。そして、カミトに〈聖国〉に与する理由を語った後、隠し持っていた〈精霊王の血〉による〈霊爆〉を決行し、死亡した。
ヴィレイ・ブランフォード
ボーイッシュに切られた短い黒髪と刃のような光を放つ薄紫の瞳が特徴の少女。
〈十二騎将〉の第九位でオルデシア帝国の諜報機関〈暗部〉に所属する特務騎士。火錬粉（パイロマター）と神威を反応させることで精霊鉱石を高速で射出させる拳銃を使う〈魔装騎士（アーティフィサー）〉。
12巻でルーリエと共にアレイシア精霊学院を訪れて、カミトの腕を試そうと戦いを挑むなど、カミトに対して厳しい態度を見せる。
デュネイ・ランバート
〈十二騎将〉の第四位で大地の精霊と契約している精霊騎士。性格は実直であるが厳格であり、フィアナは苦手としている。
レシュキル・ハーシュキルト
契約精霊：重力精霊〈テュポーン〉
〈十二騎将〉の第三位で、〈重力の女王（グラヴィティ・マスター）〉の異名をとる精霊騎士。
皇帝暗殺未遂事件では、デュネイと共に〈冥府の伯爵〉の影を退け、フィアナを捕えた。実はルーリエの手駒の一人であり、聖国に内通している。〈冥府の伯爵〉の影を捕えて〈精霊王の血〉に封じたのも彼女で、フィアナが〈隔離世の宮〉から脱獄した後、フィアナを追い詰めて殺そうとしたが、駆け付けたカミトによって倒された。その後、ミレニアに役立たずと断じられ〈異界の闇〉を注ぎ込まれて狂乱しフィアナを追撃するが、重力精霊を制御できなくなって動かなくなった。
セフィーラ
〈十二騎将〉の第一位。カミトたちがフィアナ救出の為に帝都に潜入した際には、アルネウスの警護についていた。
アーヴィン
〈十二騎将〉の第二位。カミトたちがフィアナ救出の為に帝都に潜入した際には、デュネイと共に帝都近郊に現れた国籍不明の軍用艇の迎撃に向かった。
アラキール
契約精霊：鍛造精霊〈ウルカヌス〉
精霊魔装：名称不明の籠手
〈十二騎将〉の一人。階位は不明。実直な性格の精霊騎士だが融通が利かず、フィアナからは「脳筋の石頭」と評されている。
カミトたちがドラクニア竜公国に亡命しようと軍用艇〈レヴァナント〉で国境付近に接近した際、〈空戦騎士団〉を率いて迎撃し乗り込んできたカミトと交戦し、カミトの説得にも耳を貸さなかったが二刀流から両手剣に形態変化した〈魔王殺しの聖剣〉に籠手を砕かれ、首筋に剣を突きつけられて敗北した。
レフィルカ・サーゼ
〈十二騎将〉の一人。階位は不明。短編『精霊舞踏祭』では、学院都市で開催された〈精霊舞踏祭〉の特別来賓席に姿があった。
アレンドラ・イーヴァ・アーバイン
契約精霊：虚無精霊
精霊魔装：〈虚無の剣（ネザー・ヴォイド）〉
〈十二騎将〉の第七位。アーバイン公爵家の血を引いており、〈アレイシア精霊学院〉を首席で卒業している。
アレイシア・ポート（学院都市）の駐屯部隊の司令官を務めており、ミレニアを疎ましく思っている。
ロザミア・アシュール
〈十二騎将〉の第二位で、〈天眼〉の異名を持つ最高位の特務騎士。年齢は25歳で、最年長の〈十二騎将〉。
フィアナたちが帝都オストダキアを陥落させた後、〈聖都〉アレクサンドリアが消滅したとの報告を受けて緊急招集された帝国議会に呼ばれて、〈千里眼〉の精霊魔術で〈聖都〉が消滅した後の様子を投影していたが、託宣が降りてくると絶叫した後に意識を失った。

#### 〈教導院〉
カゼハヤ・カミト

ミュア・アレンスタール

リリィ・フレイム

ジオ・インザーギ
声 - 松岡禎丞
カミトと同じ〈教導院〉の遺児で全身の刺青と赤い目が特徴的な少年。
レスティアと行動を共にし、彼女からの依頼で、鉱山都市ガドに封印されている戦略級軍用精霊〈ヨルムンガンド〉がある真祭殿の正確な場所を記した機密文書を奪うために学院の図書館に侵入。駆けつけたエリス達〈風王騎士団〉やカミト達と戦い返り討ちにして去って行き、鉱山都市ガドで対峙した。
複数の精霊を操り、自らを七十二柱の契約精霊を使役する〈魔王の後継者〉を名乗っていたが、実際は全身の呪装刻印に精霊を封印し〈精霊王の血（ブラッド・ストーン）〉に封じ込められた狂王精霊〈ネブカドネザル〉の力で強制的に従わせていたに過ぎず、魔王どころか精霊使いでもなく、レスティアやカミトからは「紛い物の魔王」と評されていた。
そのことをカミトに見抜かれ、〈神儀院〉の姫巫女でもあるフィアナの儀式神楽第7式〈狂宴の儀〉によって全身の刻印に封印された精霊が暴走、制御が利かなくなり一転して追い詰められるが、場に現れたレスティアの言葉に激昂し〈精霊王の血〉に封じ込められていた〈狂王精霊〉の力を解放。彼女を強制的に精霊魔装〈真実を貫く剣（ヴォーパル・ソード）〉にして再度カミト達を追い詰めるが、精霊契約の力を取り戻したフィアナのゲオルギウスとクレア、カミトの連携攻撃によって腕を切り落とされ戦う力を失い、〈風王騎士団〉に捕縛された後にオルデシア軍に引き渡された。
その後はバルサス監獄の最下層に収監されていた。左腕は繋がれていたが支障が残っており、元通りに動かすには至っていない。自分の左腕を斬った相手に復讐するべく脱獄を試みており、13巻でルビアたちがヴィヴィアンとヴェルサリアを脱獄させるのに乗じて自身も脱獄したが、ルビアたちとは同行せず単身姿を消した。そして、〈魔蠍宮〉の牢獄に幽閉されていたサラディア・カーンと接触し、〈魔王の墳墓〉へ案内させる代わりに脱獄させるという取引を持ち掛け、サラディアと共にゾハールからの脱出を敢行する。
そして、〈赤死の砂漠〉でスフィンクスに襲われるが、〈魔王の後継者〉とは認められずサラディアの合言葉で〈アルカザルド〉に入ることが出来た。しかし、〈ピラミッド〉の結界を破れずに苛立っていたところに、上空にレスティアの姿を見て、彼女が自分の記憶を奪った精霊だと思い出し、咆哮する。そして、〈魔王の墳墓〉が崩壊し始めるとサラディアを置き去りにして次元の狭間に迷い込むが、そこで出会ったサフィアーンから〈魔王の仮面〉を受け取って、地上へ送り出された。しかし、その後は特に出番らしい出番はなく、最終決戦時はお互いに文句を言いながらも、何だかんだでサラディアの護衛に付いていた。最終決戦後から半年後に開催予定の次回の〈精霊剣舞祭〉には、アルファス教国代表として出場するつもりである模様。
シスカ
ルビアが育てていた〈教導院〉の遺児の一人である無表情な少女。
ベルカ&デリア
シスカと同じく、ルビアが育てていた〈教導院〉の遺児である双子の少女。

### アルファス教国

#### 王族
ラージハル・カーン
アルファス教国教主。齢八十を超える老齢だが、過去二度にわたるランバール戦争を切り抜けてきた巧みな外交手腕を持つ。
12巻でシェーラ（教主）が起こしたクーデターによって自身の宮殿である〈魔蠍宮（スコルピア）〉を制圧され、シェーラ（教主）に曲刀で喉を切り裂かれて殺害された。
シェーラ・カーン
契約精霊：魔精霊〈嘲笑う混沌（バルダンデルス）〉
精霊魔装：混沌の仮面（プロテウス・マスクス）
〈煉獄の使徒〉の副将であり、アルファス教国の第一王女。猛毒の花を想起させる妖艶な美貌に踊り子のような扇情的な衣装を纏う少女。
〈煉獄の使徒〉の一員ではあるが、教国からは紅蓮卿達の監視役として送り込まれており互いに信用していない。
性格は残忍かつサディスティックであり、通常は〈精霊剣舞祭〉では攻撃は精神ダメージに変換されるのをわざと肉体への直接的ダメージに変えて相手の悲鳴を聞いたり、苦痛に歪む表情を見て楽しんでいる。
魔精霊使いであり、魔王が使役したとされる魔精霊〈嘲笑う混沌（バルダンデルス）〉を使役する。〈バルダンデルス〉の精霊魔装〈混沌の仮面（プロテウス・マスクス）〉の模範能力で〈精霊剣舞祭〉本戦での〈チーム・スカーレット〉との戦いではレン・アッシュベル（3年前のカミト）の動きを完全にトレースし、クレア達を全滅寸前まで追い込む。しかしフィアナが覚醒させた精霊魔装〈セイヴ・ザ・クィーン〉の前にその力を完全に無効化され、クレア達に劣化コピーであったため攻撃を見切られてしまい、さらにクレア達を痛めつけたことでカミトの逆鱗に触れてしまい、状況を打破しようと〈烈華螺旋剣舞・四連〉を放つものの、逆に「本物」であるカミトから〈烈華螺旋剣舞・十五連〉を返され、怒りの制裁を受け敗北した。
カミト達に敗れた後は姿を隠していて、紅蓮卿やカミト達〈チーム・スカーレット〉へ復讐する機会を窺っていたが、教国の魔王教団の最高指導者の〈教主〉に用済みと判断され、〈精霊剣舞祭〉決勝前に肉体を教主に奪われてしまった。その後、モルデスを陥落させる為に不完全な状態で起動した〈リヴァイアサン〉を制御する為に、〈リヴァイアサン〉の心臓に肉体を埋め込んだことで〈神威〉を吸い尽くされ、肉体に憑依していた教主にも用済みだと判断され、骨と皮だけの状態になって死亡した。
サラディア・カーン
契約精霊：魔精霊〈シェヘラザード〉
精霊魔装：〈千億の夜と百億の昼（アルフ・ライラ・ワ・ライラ）〉
アルファス教国の第二王女にして、シェーラ・カーンの双子の妹。教主の親衛軍を束ねる将軍でもある。
サラディアの精霊魔装〈千億の夜と百億の昼〉は魔導書で、無数の精霊を召喚する。

#### 魔王教団
教主
アルファス教国の魔王教団の最高指導者。紅蓮卿達に〈精霊剣舞祭〉に出場するための地位や戦力を与えていた。
王族で自身の部下でもあるシェーラ・カーンに〈魔王（カミト）〉と〈闇の精霊姫（フィアナ）〉を奪うように命じ、カミトのことを「もう一人の魔王」と呼び、その肉体を狙っている。カミトと同じ魔王資格者であるが、与えられた力はネペンテス・ロアと同程度である。
シェーラ・カーンが〈精霊剣舞祭〉本戦で任務に失敗した後は用済みと判断し、決勝前に配下に命じて殺害。その肉体を奪って、自ら〈精霊剣舞祭〉に乗り込んだ。
サラディアの肉体に憑依して〈魔王の墳墓〉へ向かわせて〈魔王の棺〉を手に入れようとしたが、ゾハールに帰還したサラディアを見たルビアとフィアナに存在を見抜かれて、サラディアの戴冠式の後の祝宴の最中にルビアが踊った〈破邪の演舞〉によってサラディアの肉体から引きずり出され、フィアナの〈封絶結界〉に閉じ込められたところをルビアの異能〈絶対零度の焔〉によって完全に消滅させられた。
その正体は、歴代の〈魔王教団〉教主たちの怨念と妄執の塊とでも呼ぶべき存在で、教団に伝わる外法の秘術で王家の姫巫女の肉体に憑依して、存在を長らえながら歴史の裏側で暗躍してきた。その目的は〈魔王〉の力を手に入れることで、千年前は手に入れられなかったがカミトが現れた事で再び動き始めた。

#### 骸連盟
ヴィヴィアン・メローサ
声 - 櫻井浩美
長い翡翠色の髪が特徴のエルフィム種族の女性。
学院都市のレストランでウェイトレスをしているが、その正体は呪装刻印を専門に扱う〈骸連盟〉の商人兼研究員。
かつては帝都のアカデミーで教鞭をとっていた呪装刻印研究の第一人者だったが、ランバール戦争後、呪装刻印の研究が禁止されたことでアカデミーを追放され、その後はあらゆる組織を転々としながら研究を続けていた。彼女の台詞から〈教導院〉の研究者だったことがうかがえるが、詳細は不明。また、かつてグレイワースに教えを受けていたことがある模様。
エリスの義姉のヴェルサリアに呪装刻印を移植した張本人でもあり、ヴァレンティア聖祭に乗じて学院に侵入しクレアを敵視していた金剛精霊使い、魔鏡精霊使いの上級生にも移植を行っている。
チーム・スカーレットと〈静寂の要塞〉チームとの試合をデータ収集のために観戦していたが、グレイワースに学院生に呪装刻印を移植していたことを突き止められ、粛清された。
バルサス監獄を脱獄した後、〈煉獄の報復者（リーグ・オブ・インフェルノ）〉の一員に加わり、ヴェルサリアの使用する〈精霊機甲〉の改造とヴェルサリアの治療兼メンテナンスを行っている。そして、17巻では〈赤死の砂漠〉へ向かうカミトたちの為に、〈骸同盟〉とのコネで〈砂航船〉を入手した上で、改装して提供した。
禿ネズミ
オルデシア帝国の帝都オストダキアの貧民街で魔具店を営んでいる〈骸連盟〉の商人の小男で、本名は不明。14巻でルビアの指示でフィアナの救出にやって来たカミトたちを貴族街区へ侵入させる手引きを行う為に下水道へ案内するが、実は聖国の首都アレクサンドリアでの〈骸連盟〉の商業活動の許可という条件で聖国に寝返っており、下水道に金で雇ったはぐれ精霊使いの集団を潜伏させてカミトたちを襲わせたが、ヴィレイによって捕えられた。

### 神聖ルギア王国

#### 聖霊騎士団
ルミナリス・セイント・レイシェード
契約精霊：不明
精霊魔装：殲魔の聖剣（ミュルグレス）
神聖ルギア王国の代表チームの〈聖霊騎士団〉第一軍〈鋼の獅子（シュルタール・レーヴェ）〉のリーダーで、〈聖霊騎士団〉全般の騎士団長を務める。〈聖騎士〉の称号を冠する蒼玉の瞳と黄金色の髪が特徴的な少女。
3年前の〈精霊剣舞祭〉にも出場しており、当時レン・アッシュベルを名乗っていたカミトが闇属性の魔剣（レスティア）を持っていたため、聖属性の精霊で苦戦させていたが力及ばず敗退している。そのため、今回の大会では雪辱を誓っていた。
祖国に忠誠を誓い与えられる命令や使命には疑問を抱かず動いており、カミトからは「エリスと同じ騎士だが、危険な程に迷いのない澄んだ眼をしている」と評されている。
エイラ・シダール
契約精霊：軍団精霊〈シェイドウルフ〉
精霊魔装：不明
〈聖霊騎士団〉の特務兵で、影精霊の眷属である軍団精霊〈シェイドウルフ〉を使役する。
アルダ・リード
契約精霊：不明
精霊魔装：〈破砕の曙光（モーニング・スター）〉
〈聖霊騎士団〉副団長で〈鋼の獅子（シュルタール・レーヴェ）〉に所属しており、ルミナリスの右腕を称する。
ルミナリス同様に任務を遂行することに迷いを感じず、〈精霊剣舞祭〉決勝では精霊魔装〈破砕の曙光（モーニング・スター）〉を使用し、戦闘ではカミトではなくフィアナを狙い精霊魔装を物質収斂して肉体にダメージを与えるなどの手を使いカミトを追い詰めるも、〈魔王〉として覚醒しかけたカミトの圧倒的な力の前に戦意を喪失し、魔石を奪われリタイアした。
ランサ・カイロッド
契約精霊：不明
精霊魔装：名称不明の弓
〈聖霊騎士団〉〈鋼の獅子（シュルタール・レーヴェ）〉の弓使い。

#### 〈聖法機関（デ・ゼッサント）〉
ミレニア・サンクトゥス
神聖ルギア王国の枢機卿。外見は12、3歳の可憐な容姿の少女で通常は左目に眼帯をつけているが、左目に〈異界の闇〉を宿しており、眼帯を外すと視界に収めたもの全てを〈異界の闇〉で狂乱させることができる。
シェーラ（教主）がクーデターを起こす数か月前に外交特使としてアルファス教国に派遣された。教国内部の魔王教団に接触を図り、魔王教団に自身を通じて神聖ルギア王国より資金提供を受けさせた。
〈聖法機関〉のグランドマスターの指示を受けて行動しており、〈精霊剣舞祭〉閉幕後にシェーラ（教主）が起こしたクーデターに協力する。
〈聖霊騎士団〉の直属の上官でもある。
17巻で〈聖霊騎士団〉を率いてルーリエたちと合流し、運んできた〈火の精霊王〉ヴォルカニクスの現身に〈アルカザルド〉次元結界と〈ピラミッド〉の壁面を溶解させ、ルーリエと共に〈ピラミッド〉へ侵入する。そして、〈天魔の大伽藍〉でルーリエとカミトが対峙した際、白銀の聖光を放つ両刃の剣の精霊魔装に姿を変えてルーリエに助力する。
その正体は、聖剣〈テルミヌス・エスト〉の欠片より生み出された〈天使〉と精霊の融合体であり、時空に遍在する四体全てが同一の存在である。一体は〈竜王〉バハムートに滅ぼされ、一体は学院奪還戦で〈力の天使〉を召喚する〈門〉となり、一体は〈元素精霊界〉での最終決戦で〈星の天使〉を召喚する〈門〉となり、最後の一体はルビアの必死の呼びかけで暴走した焔剣〈ラグナレク〉の炎に焼き尽くされた。

#### 聖ルギア騎士団
イネーゼ・サンドラ
契約精霊：不明
精霊魔装：名称不明の聖槍
〈聖ルギア騎士団〉の騎士団長である女性。オルデシアを裏切って聖国に寝返ったルーリエのことは全く信用しておらず、嫌悪している。

### ドラクニア竜公国

#### 君主
バハムート
ドラクニア竜公国の君主である神話級の竜精霊。通称は竜王。
数千年前の〈精霊戦争〉では〈闇の精霊王〉の腹心として軍勢を率いて戦ったが、敗戦後は〈地の精霊王〉に呪いをかけられてケルブレス山脈に封じられ、その地から動くことも〈元素精霊界〉へ帰還することもできなくなった。しかし、人間たちを見続けるうちに愛着を抱くようになり、475年前にドラクニアの民たちからの求めで君主として君臨するようになる。外見は頭に二つの角が生えた華奢な少女の姿をしており、両手足を〈地の精霊王〉の呪いによる無数の樹木に縛られている。君主としての威厳を保つために御簾で本来の姿を隠し、恐ろしげな姿と声を作って人間たちに接している。〈遠見〉の魔術によって、ケルブレス山脈の竜たちの目を通じて状況を把握している。

#### 竜皇騎士団
レオノーラ・ランカスター
契約精霊：魔竜精霊〈ニーズヘッグ〉
精霊魔装：竜殺しの聖剣（ドラゴン・スレイヤー）
〈竜公女〉の異名を取る、軍事大国として名高いドラクニア竜公国代表のエース。サーコートとベレー帽が特徴的でエリスにも負けないスタイルの美少女。魔竜精霊〈ニーズヘッグ〉を使役する凄腕の精霊使いであり、ドラクニアの竜皇騎士団の団長を務めている。
海外にまで広がっているカミトの「女性を片っ端から弄んでは捨てる女の敵」という悪名（ほぼ濡れ衣である）を聞きつけ、自分のチームに手は出させまいと、彼の下半身を物理的な意味で狙っている危険な少女。しかし、根はカミトに胸を触られただけで気絶してしまうなど、クレア達以上にウブな性格である。
目が悪く、本を読むときにはメガネを掛けており、剣舞を奉納する際は精霊魔術で視力を強化している。また、竜に仕える姫巫女の習慣として、精霊との感応力を高めるために普段から下着を着けてない。
また〈竜の血（ドラゴン・ブラッド）〉と呼ばれる特異な能力の持ち主であり、この血が目覚めると瞳が紅く変色し、魔力や身体能力が爆発的に上昇する。また、性格も変貌しカミトに対してハニートラップを仕掛けるなどしていた。しかし、自発的な能力ではなく暴走状態に近い危険な能力であるため、周囲の人間を見境なく薙ぎ倒してしまう危険がある。
〈精霊剣舞祭〉の前夜に紅蓮卿に勝負を挑むが、圧倒的な力の前に敗北し、彼女の手で竜の血を暴走させられてしまい、〈精霊剣舞祭〉本戦でカミトと戦うことになる。暴走状態の圧倒的な力でカミトをあと一歩のところまで追いつめるが、エストとの契約を取り戻した彼に敗北する。
その後に決勝進出を決めるが、前述のカミトと剣舞を舞った日から彼のことを考えるたびに感情の乱れを感じており、その正体を確かめるためにデートに誘う。カミトと過ごす内に彼に対する胸の高鳴りを自覚し、「互いに最高の剣舞を舞おう」と約束した。
竜国に亡命してきたカミトたちの案内役として現れて、カミトたちが竜王に謁見した後にカミトを竜都〈グラン・ドラクニア〉の案内に誘った。そして、竜都の案内の終盤で最高級の〈竜籠（ゴンドラ）〉をレンタルし、その中でカミトを押し倒して子種を貰おうとするなど、自身のカミトへの感情が恋愛感情であることに気付かない鈍感さを見せた。
最終決戦後、アレイシア精霊学院へ帰還したカミトたちの祝宴に参加。ドラクニアとアレイシア精霊学院の交流活動の為にアレイシア精霊学院に滞在し、剣舞の指導教官をしながらグレイワースの二番目の弟子となって〈絶剣技〉を教わっている。
ユーリ・エルシッド
契約精霊：赤竜精霊〈リンドヴルム〉
精霊魔装：ハルバード
竜皇騎士団の副団長で少年のような短髪をした少女。
テンペストではレオノーラ以外の竜騎士を従え、クレア、エリス、リンスレット、フィアナと戦い、終始圧倒するもレオノーラがカミトに敗北したと悟ると、撤退した。
〈精霊剣舞祭〉決勝戦では、レン・アッシュベル（ルビア）と戦うも圧倒的な力を見せつけられ敗北、魔石を奪われリタイアした。
カミトに対しては噂通りの人物と思っているためか、かなり辛辣に当たっている。
レグリス・ローア
契約精霊：暴竜精霊〈タイラント・レックス〉
精霊魔装：不明
竜皇騎士団の少女。
ユーリと同様にカミトを噂どおりの人物と思っているため、「レオノーラ様を誑かした男」と敵視している。

### ロッソベル公国

#### 破烈の師団
ミラ・バセット
契約精霊：騎士精霊〈聖王の師団（クルセイダーズ）〉（6巻終盤まで）
神聖ルギア王国内の急進派が独立した新興国であるロッソベル公国代表〈破烈の師団〉の師団長で、ウェーブのかかったダークブラウンの髪に紺碧の右眼と琥珀色の左眼のオッドアイを持つ無表情な美少女で、今大会最年少の13歳。
左眼が生まれつき強力な精霊が封じ込められている〈封魔眼〉で、幼い頃にその力を恐れた両親にロッソベル公国の騎士団に売られた過去を持つ。騎士団では封魔眼に宿っている戦術級の軍用精霊〈聖王の師団（クルセイダーズ）〉を制御するために、怒り、悲しみ、喜びといった感情を奪われ、〈精霊剣舞祭〉で優勝するための「道具」として扱われていた。
契約精霊が特殊なタイプのためカミト達のように頻繁には出せないが、レスティアとの戦闘時は結界を切り裂いて脱出したり、カミトと共に聖霊騎士団に襲撃された時は精霊魔術で作った剣で応戦するなど、個人の戦闘力は相応に高い。
〈精霊剣舞祭〉本戦では、同盟を結んだカミトを含むチーム・スカーレットの面々と過ごす内に失ったと思っていた暖かい感情を感じ、襲来してきたレスティア、ネペンテス・ロアと戦うカミト達を助けるために〈封魔眼〉が二度と使い物にならなくなるのも覚悟の上で〈聖王の師団〉を解放し、〈封魔眼〉に宿っていた〈聖王の師団〉を失ったため、カミト達に〈精霊剣舞祭〉で勝ち残ってほしいとの願いを託し、リタイアした。
〈チーム・スカーレット〉が決勝進出を決めた日に、カミト達の前に再び現れた。祖国に対する裏切りに等しい行為を行ったミラの身柄を狙うであろうロッソベル公国の手からミラを守るためにリンスレットの推薦で、リンスレットの妹のミレーユ・ローレンフロスト付きのローレンフロスト家のメイドとなったことが明かされた。その後はメイド長のナタリアのような立派なメイドになることとミレーユを立派な貴族にすることを目標としている。
カミトに対して恋のような感情を抱き始めている。
〈元素精霊界〉での最終決戦では、ウィンターガルフ城でミレーユやユーディアと共にレイハからの呼びかけを聞き、ミレーユたちと〈精霊王〉を鎮める祈祷を行った。最終決戦後、来年にはミレーユ付きのメイドとしてエルオール初等学院に入学する模様。
エシル
契約精霊：不明
容姿、契約精霊ともに不明。ミラの〈封魔眼〉に封印されている〈聖王の師団（クルセイダーズ）〉を運用するために訓練された精霊使い。ネペンテス・ロアに神威を吸収され、レスティアによって魔石を奪われリタイアした。
ユステラ
契約精霊：不明
エシルと同じく容姿、契約精霊ともに不明でミラの〈封魔眼〉に封印されている〈聖王の師団〉を運用するために訓練された精霊使い。ネペンテス・ロアに神威を吸収され、レスティアによって魔石を奪われリタイアした。

### クイナ帝国

#### 四神（スーシン）
リンファ・シン・クイナ
契約精霊：神獣精霊〈麒麟〉
精霊魔装：神仙羽衣（セラフィム・フェザー）
東方の大国のクイナ帝国の第三皇女で、神獣精霊〈麒麟〉を使役して〈四神〉のリーダーを務める少女。また、かつては〈神儀院〉で修行しており、後の〈火の精霊姫〉となったレイハとは友人であり、〈水の精霊姫〉の候補にもなったが、第一皇女にその座を譲っている。
王族らしい尊大な態度の持ち主だが、〈四神〉の他のメンバーに相談もなくチーム・スカーレットに決闘状を出したり、シェーラ・カーンによって〈四神〉が壊滅状態にされた中で勝算もなく〈煉獄の使徒〉に戦いを挑もうと考えていたりするなど、やや間抜けでワンマンな性格。
クイナ帝国内にまで流れているカミトの「悪名（殆どがデマだが一部は事実もある）」を信じきっており、カミトを「淫獣王」などと呼んで嫌い、更に初対面の際に年齢よりも幼い外見のせいで子供扱いされたことで怒り、以来カミトに対して会うたびに突っかかる態度を取っている。
フィアナと同じく儀式演舞を得意とするサポートタイプで、戦闘時には麒麟の精霊魔装〈神仙羽衣（セラフィム・フェザー）〉を使いメンバーの強化や相手の儀式神楽の上書きなどを行っている。また、儀式魔術としては最高位の念視を習得しており、シェーラ・カーンの居場所を特定するのに一役買っている。
シャオ・フー
契約精霊：神獣精霊〈白虎〉
精霊魔装：神虎牙（シン・フーガ）
〈四神〉の一人で神獣精霊〈白虎〉を使役し〈白虎のシャオ〉の二つ名を持つ四神のエースと目される少女。
カミトのことはリンファ同様に世間に伝わる噂と同様の男と思っていたが、上述の戦闘の中でカミトが世間の噂に伝わるような悪逆な人物でないことを直感で感じ取っており、シェーラ・カーンによって〈四神〉が壊滅状態にされた中でカミトから提案された、チーム・スカーレットとの同盟にも心良く賛同し、それに対し渋るリンファの説得も行なった。
〈チーム・スカーレット〉が〈精霊剣舞祭〉に優勝した後の優勝祝賀会で、淑女らしからぬ態度をしたことをカミトに窘められた時には顔を赤らめていた。〈元素精霊界〉での最終決戦では、レイハからの呼びかけを聞いてリンファたちと共に〈精霊王〉を鎮める祈祷を行ったが、その前に〈精霊王〉と喧嘩してみたいと発言して、ラオたちに呆れられていた。
ラオ・リン
契約精霊：神獣精霊〈青竜〉
精霊魔装：青竜刀
〈四神〉の一人で神獣精霊〈青龍〉を使役し、〈青竜のラオ〉の二つ名を持つ少女。
皇女であるリンファには忠誠を誓っているが、事前の連絡も無しに〈チーム・スカーレット〉に決闘状を出したことを知ったときには思わず噛み付いてしまうなど、彼女の行き当たりばったりかつ考え無しの行動には苦労させられている。
ハクア
契約精霊：神獣精霊〈玄武〉
精霊魔装：名称不明の盾
〈四神〉の一人で神獣精霊〈玄武〉を使役し、〈玄武のハクア〉の二つ名を持つ少女。
あまり物事を深く考えない性格か、チーム・スカーレットとの戦闘に対しては「ラオがそう言うならいい」と答えていた。
リオン・シャルマ
契約精霊：神獣精霊〈朱雀〉
精霊魔装：名称不明の棍
〈四神〉の一人で神獣精霊〈朱雀〉を使役し、〈朱雀のリオン〉の二つ名を持つ少女。

### 煉獄の使徒
紅蓮卿（カーディナル） / ルビア・エルステイン
声 - 大地葉（ドラマCD）
契約精霊：レーヴァティン（11巻冒頭まで）→ヴォルカニクス（20巻）
精霊魔装：神殺しの焔（レーヴァティン）（11巻冒頭まで）→ラグナレク（20巻）
アルファス教国代表〈煉獄の使徒（チーム・インフェルノ）〉の総帥で、素顔を仮面で隠し闇色の髪と紅の瞳を持ちレン・アッシュベルを自称していた人物。
その正体は、オルデシア帝国の名門貴族エルステイン公爵家の長女でクレアの実姉であるルビア・エルステイン。
〈火の精霊王〉に仕える〈火の精霊姫〉を代々輩出してきたエルステイン家の例に漏れず優秀な姫巫女であり、9歳で大掛かりな土地の儀式を一人で任せられており、周囲からは「数百年に一度の逸材」と呼ばれていた。その反面体は弱く、大掛かりな儀式を行なってから三日間は寝込むことも度々あり、クレアによく看病されていた。
15歳で〈火の精霊姫〉を勤め上げ、妹のクレアや後輩のフィアナを初めとする精霊使いの少女達の憧れであったが、4年前のある日に〈火の精霊王〉から「エルスティンの真なる焔」すなわち、妹のクレアの命を要求されたことで密かに抱いていた精霊王に対する不信感を爆発させ、精霊王が存在する〈真祭殿〉の玉座の間に忍び込み、そこで精霊王の禁断の秘密を見たことで精霊王への叛逆を決意し、最強の炎精霊〈神殺しの焔（レーヴァティン）〉を強奪し、阻止しようとしたフィアナに後に彼女が〈喪失の精霊姫〉と呼ばれる切っ掛けを与え、生家のエルスティン領を含むオルデシア帝国全土が怒り狂った〈火の精霊王〉によって焼き尽くされた後に、姿を消していた。なお、ルビアの右手にはいまだに〈火の精霊王〉の精霊刻印が刻まれており、何度焼いても復元すると14巻でカミトたちに語っており、レイハに〈火の精霊王〉の精霊刻印が受け継がれた後も自身に刻まれているのは、〈異界の闇〉が〈五大精霊王〉に蝕まれていることによるイレギュラーだと思われる。
ルビアの裏切りに激怒した〈火の精霊王〉によって帝国全土で炎の精霊以外では1年もの間火が熾せなくなったことで、人々からは恐怖と憎悪の念を込められ〈災禍の精霊姫（カラミティ・クィーン）〉と呼ばれるようになった。
叛逆事件後、ドラクニアの〈竜の峰〉のヴリトラが封印された〈祭殿〉で数カ月間修行した後に、アルフォス教国に流れ着き 「魔王（カミト）の力で〈五大精霊王〉を抹殺し、精霊の存在しない世界を再構築する」という目的のためにカミトを〈魔王の後継者〉と呼び、その覚醒のために呪装刻印を植えつけたり、覚醒した〈魔王〉の制御を司る〈闇の精霊姫〉として自身以上の才覚を秘めている妹のクレアを狙っていた。その後の混乱を圧倒的な軍事力で収めるためにミュアやリリィなどの〈教導院〉の遺児を集め、レスティアに命じ軍用精霊を集めさせていたが、支援者であり敵対者でもある教国の魔王教団の指導者である教主からは「何も知らない哀れなお姫様」と嘲笑われており、かき集めた戦力も魔王教団に奪われた。
白兵戦においてはフィアナ同様に素人であったにも関わらず剣技でもカミトと互角以上に張り合えていたのは、彼女が〈五大精霊王〉が〈闇の精霊王〉の覚醒と復活を阻止するための対抗存在（アンチ・ユニット）として生み出された〈聖女〉であり、また、規格外の精霊である〈レーヴァティン〉との契約を維持するために全身には無数の呪装刻印を施していた。
14巻では、チーム名を〈煉獄の報復者（リーグ・オブ・インフェルノ）〉へと改名している。
最終決戦後は、〈教導院〉の遺児たちを故郷に戻した後、〈精霊剣舞祭〉時と同じ仮面を付け〈レン・アッシュベル〉を名乗ってアレイシア精霊学院の教師になった。また、カミトがチーム・スカーレットの中の誰を選ぶのかを気にしており、特に妹を応援するかのように振舞いながらルビア本人もカミトに好意を持っているような素振りを見せている。
レスティア・アッシュドール

ミュア・アレンスタール
契約精霊：無し
カミトを「兄様」と呼び慕っている少女。年頃はミレーユと同じ位である。
〈教導院〉第二位の軍用精霊使いで、〈怪物（モンストル）〉と呼ばれていた。
帝国辺境の寒村の出身で、精霊使いの才能があったため4歳の時に村の守護精霊と契約を結ぶことになったが、精霊の力を限界まで絞り尽くし狂わせる〈愚者の万力（ジェスターズ・バイス）〉の力を持っていたために精霊が暴走、村を壊滅状態にしてしまう。その後は村を追われ放浪していたところを〈教導院〉に攫われ、暗殺者として育て上げられた。
〈教導院〉では、カミトやリリィとチームを組み、大量破壊工作を得意としていた。また、カミトとは相性が悪く、〈教導院〉にいた頃は一度も勝てなかった模様。
4年前に〈教導院〉を襲撃した〈神殺しの焔〉と戦い敗北。その後、〈教導院〉から逃げ出し、流れ着いた街で〈骸連盟（マーダーズ）〉と接触し職業暗殺者となる。その2年後に〈骸連盟〉のネットワークを使い接触してきたリリィ・フレイムによって紅蓮卿（ルビア）に引き合わされ、〈煉獄の使徒〉の一員として〈精霊剣舞祭〉に出場する。
最終決戦後、アレイシア精霊学院に生徒として編入する。
〈精霊剣舞祭〉決勝戦前に「三匹の猫剣士」を見に行くなど、子供らしい一面もある。
リリィ・フレイム
契約精霊：魔樹精霊〈ティターニア〉
精霊魔装：不明
〈教導院〉の第七位で「蠱毒」のリリィと呼ばれるエルフィム種族の少女。
諜報専門の精霊使いで、数百種類の毒を精製できる魔樹精霊〈ティターニア〉と契約している。
〈教導院〉では、カミト、ミュアとチームを組んでいてその時は口数が少なかったらしい。
〈教導院〉崩壊後は、紅蓮卿の命令で、〈骸連盟〉のネットワークを使いミュアなどの〈教導院〉の遺児を集めている。
レスティアやミュアが勝手に動いているのを歯痒く思っているが、彼女達との実力差は冷静に理解しているため何もできない。カミトに対しても、その実力差は満身創痍でも勝てないと理解している。
紅蓮卿の目的や仮面の下にある素顔は全く知らないが〈教導院〉崩壊の際に手を差し伸べられ、命を助けられたことで彼女に心酔している。
最終決戦後、〈教導院〉の遺児たちを故郷に返すルビアの手助けを行い、身元が分からずに帝都オストダキアの施設に預けられている遺児たちの故郷を全力で調べている模様。

### 神儀院
レイハ・アルミナス
ルビア・エルステインの叛逆事件の後に、〈火の精霊姫〉に選出された姫巫女。フィアナには〈神儀院〉の姫巫女時代の後輩として可愛がられたようで、フィアナをとても慕っている。
最終決戦ではカミトたちが〈精霊王〉に苦戦しているのを感知して、ニアたち三人の〈精霊姫〉に力を合わせて大陸中の姫巫女たちに声を届けて、〈精霊王〉を鎮める祈祷を行うように語り掛けた。
シルファ・ラステア
〈風の精霊王〉に仕える〈風の精霊姫〉。
ニア・ロシュカ
〈地の精霊王〉に仕える〈地の精霊姫〉。
フェイレイ・シン・クイナ
〈水の精霊王〉に仕える〈水の精霊姫〉。クイナという名字から、クイナ皇帝家の血縁だと思われる。
リュミエラ・レイシェード
〈聖の精霊王〉に仕える〈聖の精霊姫〉。レイシェードという名字から、ルミナリスの血縁者だと思われる。
〈聖王〉が滅びの託宣を下した際に、大陸全土に託宣を媒介する器として使役されたことで、その膨大な負荷に耐えられず意識を失い、寝込んでいる。その為、〈五大精霊王〉に仕える五人の〈精霊姫〉の中で唯一、カミトたちに同行できなかった。

### その他の人物
レン・アッシュベル
3年前の〈精霊剣舞祭〉で無所属として出場し、闇の魔剣を使用して優勝した精霊使い。最強の剣舞姫（ブレイドダンサー）の称号を得たが、〈精霊剣舞祭〉後の消息は不明となっていた。
〈精霊剣舞祭〉の優勝者の中でも特に人気が高く、今大会の〈精霊剣舞祭〉の会場に設置された記念館には彼女の特別展示室が設けられるほどである。
その正体はカミトであり、その正体は一部の者しか知らない。
今大会の〈精霊剣舞祭〉では、ルビアがその名で出場していた。
アレイシア・イドリース
本編の千年前に〈魔王〉スライマンを打ち倒した〈救世の聖女（セイクリッド・クイーン）〉と呼ばれる精霊使いで、エストの前の契約者。実はアレイシアが〈五大精霊王〉に絶大な力を分け与えられた際に、〈聖女〉の器が壊れない為に〈聖王〉アレクサンドロスが存在の一部である魂をアレイシアの中に埋め込んでいた。
魔王スライマンを倒したすぐ後に、〈テルミヌス・エスト〉の呪いにより全身が精霊鉱石と化して死亡したと思われていた。しかし、一度は砕け散ったアレイシアの肉体は、この世で最も純度の高い〈精霊鉱石〉となって再び集まって、〈聖女〉の魂を閉じ込めたまま巨大な〈精霊鉱石〉のクリスタルとなったことで、アレイシアは巨大な〈精霊鉱石〉のクリスタルに封印されたまま眠っているにすぎない状態となり、生存していることが判明する。本来ならばアレイシアの肉体に埋め込まれた〈聖王〉の魂は、役目を終えると〈聖王〉の本体の下へ帰るはずだったが、〈聖女〉アレイシアの肉体が巨大な〈精霊鉱石〉のクリスタルに封じられたことで〈聖王〉の魂も封じられたままになり、そのことを知った精霊イリスとサフィアーンによって千年間〈魔王の墳墓〉に封印されていた。
しかし、〈魔王の墳墓〉に侵入したルーリエが〈霊爆〉を決行したことで〈魔王の墳墓〉は崩壊し巨大な〈精霊鉱石〉のクリスタルも砕け散ったことで、〈聖女〉アレイシア・イドリースは千年ぶりに復活した。以降の詳細はアレクサンドロスを参照。その後、〈元素精霊界〉での最終決戦でカミトの〈烈華螺旋剣舞・無限解放〉によって〈聖王〉アレクサンドロスごと肉体が粉々に砕け散って、肉体に閉じ込められていたアレイシアの意識の欠片がカミトに世界を救ってくれたことに感謝し、聖剣〈テルミヌス・エスト〉の本体と共に消滅した。
ラナ
オルデシア帝国ローレンフロスト領の森である〈氷華の森〉に住む、〈森の民〉と呼ばれるエルフィム種族の姫巫女。数十年前に人間たちの始めた戦争にエルフィム種族の大人たちを駆り出されたことで、集落のリーダー的役割を担当している。前述の件で、人間に対して憎しみを持っている。
13巻で、〈氷華の女王〉と呼ぶユーディアの命令で人間の村にいたレスティアを保護し、守護精霊であるジルニトラの復活を切望していた。しかし実際は、ユーディアを操る〈異界の闇〉によってラナを含む〈森の民〉が精神支配を受けており、復活したジルニトラが暴走したことで集落が壊滅し、倒れてたところにカミトが現れて、意識が朦朧としながらもレスティアが森に逃げ込んだらしいことを伝えた。なお、ジルニトラが倒された後、集落を失ったエルフィム種族たちはウィンターガルフ城に収容された。その後、〈氷華の森〉がジルニトラに破壊され集落を失ったことに絶望するが、ミレーユが〈氷華の森〉の復興を約束すると、仲間たちの同意を得てローレンフロスト家と和解した。
ヒメラギ・E・アルサージェ
4年前に突如現れた、黄金色の髪が特徴の伝説の〈神楽巫女（アイドル）〉。帝都で開催された〈精霊舞踏祭（エレメンタル・フェスタ）〉に出場し、ドルナ川の氾濫を鎮めた話が有名。使用した楽曲は〈福音のエレメンタリア〉。
当時、人気の絶頂にあったが突然引退してしまった。一説では、彼女は人間ではなく精霊であったともされている。
その正体はグレイワースに女装させられたカミト。グレイワースとしてはカミトをレン・アッシュベルに仕立てる前の予行演習のつもりだったらしいが、当時、軽い気持ちで〈舞踏祭〉に出場したカミトが予想以上の結果を残し、意に反して記憶に残る結果になってしまった。
正体を知っているのはグレイワースのみだが、学院の（精霊舞踏祭〉の騒動後、フィアナも勘付いた模様。
サフィアーン
魔王都市アルカザルドでカミトたちが出会った青年。アルカザルドに迷い込んだゾハールの商人を名乗り、カミトたちにアルカザルドを案内した。その後、カミトに殺気を込めて正体を問い詰められるが彼の意識の外に逃れ、「私は彼の悔恨の残滓」という意味深な言葉を残して姿を消した。その正体は、スライマン・イェルシオンの末期の悔恨が生み出した残留思念であり、〈魔王〉スライマンが死亡した後に千年もの間、次元の狭間を彷徨っていた。また、〈魔王都市〉の管理者でもあったが、〈魔王の墳墓〉が崩壊する中で次元の狭間に迷い込んだカミトに一連の真実を語った後、カミトに〈魔王の指輪〉を渡すが〈魔王の仮面（デモンズ・マスク）〉は受け取りを拒否され、ショックを受けていた。そして、カミトを送り出した後で迷い込んできたジオに〈魔王の仮面〉を渡して送り出した後、「願わくば彼の王に奪われし我が愛し娘の魂が救われんことを」という謎の言葉を呟いて消滅した。

### その他の精霊
ゲシュペンスト
スカーレットを失ったと思い込んでいたクレアがレスティアから与えられた狂精霊。1巻後半でスカーレットに憑依して暴れていたが、駆けつけたカミトによってスカーレットから追い払われ、続いて軍用精霊〈グラシャラボラス〉に憑依して暴走させたが、カミトとクレアによって〈グラシャラボラス〉ごと倒された。
巨人精霊〈グラシャラボラス〉
オルデシア軍の軍用精霊。1巻後半でレスティアによって狂乱するが、カミトとクレアによって倒された。12巻でも学院都市防衛の為に出動するが、〈異界の闇〉に汚染され狂乱した。
軍用精霊の中では比較的扱いやすい為、オルデシア以外の各国でも正式採用されており、16巻後半でゾハールに侵入したカミトたちの前に十数体が現れるが、ドラクニアでの修行で実力を向上させたエリスとリンスレットによって倒された。
アダマンティン
声 - 山本格
アレイシア精霊学院の生徒・エルサが使用していた金剛精霊。3巻で、金剛精霊使いのエルサがよく一緒にいる魔鏡精霊使いのディナーレと共にヴィヴィアンに唆されて呪装刻印を移植されたことで、高位精霊である獣の姿になった（アダマンティンは鹿。魔鏡精霊は猪）が、エルサとディナーレが呪装刻印に耐えられず、暴走して学院都市で暴れたが、ヴェルサリアの〈静寂の要塞〉の砲撃によって魔鏡精霊諸共に消滅した。
ヨルムンガンド
鉱山都市ガドに封印されている戦略級軍用精霊。
ジオたちによって解放されそうになるがカミトたちによって阻止されて、フィアナの儀式神楽によって再封印された。廃都〈メギドア〉の地下迷宮の壁にも、エストの名とともに刻まれていた。
デス・ゲイズ
エイのような姿をした破壊精霊。元々はドラグニア竜公国の第二飛空師団の軍用精霊だったが、ランバール戦争終結後に封印破棄された。その後、アルファス教国が〈スキュラ〉と共にミュアに貸与され、カミトの力を調べるためにミュアによって操られてカミトたちを襲撃するが、カミトとクレアとレオノーラによって倒された。
スキュラ
特殊工作用の軍用精霊。元々は各国で使用されていた精霊使いが単独で運用できるタイプの軍用精霊だったがその汎用性が危険視され、ランバール戦争終結後に封印破棄された。アルファス教国が〈デス・ゲイズ〉と共にミュアに貸与され、〈浮遊島〉の湖で禊ぎをしていたクレアたちを始末するために襲いかかるが、駆けつけたカミトによって倒された。
殲滅精霊〈ティアマット〉
ミュアが〈愚者の万力〉で使役した第一級の軍用精霊。五本の竜の頭を持ち、それぞれ火、水、地、風、聖の五大元素精霊の力を備えており、自ら精霊魔術を詠唱できる。
かつて精霊王が〈闇の精霊王〉の軍勢を滅ぼすために創造した精霊兵器で、〈神儀院〉の手によって軍用精霊として調整されており、ランバール戦争時も配備されていたが、まともに運用できる精霊使いがいなかったため、戦争中に封印破棄されている。
上記のように精霊兵器だったためか、廃都〈メギドア〉の地下迷宮の壁にも、エストの名とともに刻まれていた。
ガルグイユ
5巻後半でバルスタン王国の精霊使いが使用していた石獣精霊。
グレンデル
〈聖霊騎士団〉の第二軍〈銀の狼〉に所属している精霊使いが使用している巨人精霊。
アイゼンガルド
〈聖霊騎士団〉の第二軍〈銀の狼〉に所属している精霊使いが使用している城砦精霊で、精霊魔装〈不落の城壁（グレート・ウォール）〉として使用された。
聖王の師団（クルセイダーズ）
ミラ・バセットの〈封魔眼〉に宿っていた、ゲオルギウスと同じ聖属性の騎士精霊の軍団精霊タイプ戦術級軍用精霊。
本来は特殊な儀式で召喚しなければならない精霊だが、カミト達の危機を救うために拠点の制御をミラが請け負うという無茶な形で召喚したため、戦闘後に〈封魔眼〉と共に消滅した。
嘲笑う混沌（バルダンデルス）
シェーラ・カーンの契約精霊で、かつて魔王スライマンが使役したといわれる72柱の精霊の一つである魔精霊。
本体の戦闘能力自体は無いに等しいが、精霊魔装〈混沌の仮面（プロテウス・マスクス）〉の能力である模範能力で他人の姿や能力、果てはコピーした人物の契約精霊や精霊魔装を扱うことが出来る。
ティターニア
リリィ・フレイムの契約精霊で、エルフィム種族の神木に宿っていた地属性の魔樹精霊。
致死性の毒を含めた、数百種類の毒を生成することができる。
再生能力を有しており、並みの攻撃では決定打を与えることができない。
バンダースナッチ
シェーラ・カーン（教主）が操る、かつて魔王スライマンが使役したといわれる72柱の精霊の一つである魔精霊。
精霊や精霊魔術を食べて吸収する能力を持っている。
レオノーラの〈竜殺しの聖剣（ドラゴン・スレイヤー）〉に貫かれても再生するなど、耐久力は高い。
吸収した精霊は変貌した姿で顕現することもでき、その精霊には精霊刻印が刻まれる。
ヴァララカール
ミュアが〈精霊剣舞祭〉決勝で使役した戦術級軍用精霊。精霊戦争時に数多くの都市国家を滅ぼした魔神の真名で、滅びの炎を司る悪鬼とよばれる精霊兵器。
ランバール戦争後期にも実戦配備されていたが、あまりの不安定さゆえに2度の出撃で封印破棄されていた。
上記のように精霊兵器だったためか、大量の廃精霊に襲われ、廃都〈メギドア〉の地下迷宮の壁にもエストの名とともに刻まれていた。
神殺しの焔（レーヴァティン）
ルビア・エルスティンが4年前に強奪した最強の炎精霊。
4年前に〈教導院〉を襲撃した炎の魔神級精霊でもあり、カミト達〈教導院〉の遺児の命運を分けた因縁深い存在でもある。
凄まじい力を秘めており、精霊鉱石で出来ている〈ロスト・カテドラル〉の壁や天井すら瞬時に熔解させる程の炎を吹き出し、〈聖女〉の力や呪装刻印を肉体に施しているルビアですら制御を誤れば、逆に灰にされる危険がある。
かつて〈精霊戦争〉の際に精霊王に敗れ、封印されていたところを4年前にルビアによって解放された。
本来は人間が契約できるような精霊ではなく、ルビアは自分の命を対価に契約していた。11巻冒頭でカミトが〈レーヴァティン〉の精霊魔装を破壊したことで、契約としてルビアの命を奪おうとするが、カミトの〈魔王殺しの聖剣〉によってルビアとの精霊契約を断ち切られて、何処かへ去っていった。
アプサラス
〈精霊剣舞祭〉本戦前にミュアがアルファス教国から貸与された三体の戦術級軍用精霊のうちの一体。他の二体の戦術級軍用精霊の〈コロッサス〉と〈ガルーダ〉は本戦で使い潰したが、この〈アプサラス〉は残っており、ミュアは11巻で〈アプサラス〉を使ってシェーラ（教主）たちに追い詰められて窮地に陥っていたルビアを救った。
ウンゴリアント
巨大な蜘蛛型の軍用精霊。13巻でのバルサス監獄襲撃の際にミュアが使用した。
ジルニトラ
エストと同じ封印されていた古代の精霊兵器であり、魔神級の覇氷精霊。
ローレンフロストの守護精霊であり、氷竜たちを眷属に持つ。
13巻でユーディアと融合し大量の氷竜を取り込んだが、カミトによってユーディアと分離させられたために自壊した。物質と融合したために死んだ後も〈元素精霊界〉に帰れず、骸が残っている。
ヴリトラ
千年前にケルブレス山を支配していた竜精霊で、伝説の暗黒竜とも称される。千年前に下界を暴れまわり、竜王〈バハムート〉ですら一目置いていた模様。スライマンの魔王軍ですら手が出せず、やって来たアレイシア率いる〈救世軍〉を打ち破りアレイシアを捕えた。しかし、アレイシアの神威が枯渇し元の姿に戻った最強の剣精霊〈テルミヌス・エスト〉を手に入れようと足に触れた事で逆鱗に触れ、腕ごと翼を両断され瀕死の状態で住処としていたケルブレス山の山頂の〈祭殿〉に逃げ込んだところで、アレイシアに〈封絶結界〉を張られて封印され、姿も手のひらサイズのぬいぐるみのドラゴンのようになってしまった。
本編の3・4年前に〈祭殿〉にやってきたルビアと出会い、数カ月間修行で滞在していたルビアと友誼を結んだ。15巻では、ルビアの言葉とスカーレットの導きで〈祭殿〉にやって来たクレアたちと出会い、一連の事情を語った後で、精霊と交感する為のエルフィム種族の〈祭殿〉の使用を許可した。
魔獣精霊〈キマイラ〉
ランバール戦争の際に戦場に投入された旧型の戦術級軍用精霊。現在は、各国の軍で正式採用されているグラシャラボラス型巨人精霊の二世代前の軍用精霊だが、その戦闘力だけなら巨人精霊にも引けを取らない。
16巻で、〈魔王〉の復活の儀式の最中に襲撃してきたシェーラ（教主）が差し向けた〈教導院〉の戦闘技能者が解放し、モルデスの難民たちに襲い掛かるがクレアたちの援護を受けたカミトによって倒された。
リヴァイアサン
七体の戦略級軍用精霊の一体で、ランバール戦争では僅か17時間で一つの都市を壊滅させた程である。その能力は都市と融合し、一つの移動要塞へと変えるものである。
かつての〈精霊戦争〉では、〈水の精霊王〉の腹心としてレスティアやバハムートと死闘を繰り広げ、〈海王〉という異名で呼ばれた。しかし、ランバール戦争で精霊使いたちに軍用精霊として調律されて知性を失い、かつての威容は見る影もなくなっている。
ゾハールの地下に封印廃棄されていたが、16巻でシェーラ（教主）によって不完全な状態で起動し、ゾハールと融合しゾハール中の人間たちの〈神威〉を吸収し続け、巨大な触手を伸ばして移動しモルデスに接近していたが、心臓がある〈魔王の心臓〉に到達したカミトの〈魔王殺しの聖剣〉によって心臓を一刀両断にされ、停止した。
ジェヴォーダンの獣
オルデシア帝国で採用されていた旧世代の軍用精霊。全身に鋭い刃を生やした鋼の巨獣の姿をしており、短編『帝都の精霊大祭』でミュアが〈愚者の万力〉で暴走させた。
魔歌精霊〈セイレーン〉
魔王スライマンの七十二柱の精霊の一体。年代物の片刃の剣の魔装具に封印されており、帝都の小神殿に奉納されていた。短編『帝都の精霊大祭』で、〈教導院〉の任務で帝都に侵入していたカミトとレスティアによって奪取された。
炎獄精霊〈イフリート〉
魔王スライマンの七十二柱の精霊の一体。灼熱の劫火に身を包んだ緋色の魔神の姿をしている。セイレーンと同じく錫杖の魔装具に封印されており、帝都の小神殿に奉納されていたが、短編『帝都の精霊大祭』でルビアによって解放され、カミトたちを退けた。
守護精霊〈スフィンクス〉
魔王スライマンの七十二柱の精霊の一体。魔神級の精霊で、牛頭や犬頭等の巨人の姿をしている四体の精霊。魔王都市〈アルカザルド〉の守護者兼審判者であり、サラディアとジオの前に現れた際には、サラディアの合言葉で二人の〈アルカザルド〉への入場を許可した。そして、カミトたちの前に現れた際にはカミトに力を証明して見せろと告げて交戦を開始し、カミトが犬頭のスフィンクスを倒したことで、カミトたちの〈アルカザルド〉への入場を許可した。
イリス
魔王スライマンが唯一愛し、精霊契約を交わした最高位の精霊。紺碧の髪に赤い瞳に尖った耳の美貌の女性の姿をしており、かつてはゾルディア王国と敵対していたエルフの村の少女であった。やがてゾルディア王国の英雄であったスライマン・イェルシオンと愛し合うようになり、子供まで儲けた。しかし、スライマンの裏切りに激怒したゾルディア王が差し向けた軍勢によって故郷の村は焼かれ、イリスとその子供も殺されてしまう。しかし、スライマンが絶望の淵の中で〈聖王〉アレクサンドロスと交わした契約によって得た〈奇跡〉の力によって、イリスは精霊として蘇生され、以降は精霊契約を交わしたスライマンの行いを〈アルカザルド〉の宮殿の中で見ていることしかできなかった。
そして、〈魔王〉スライマンが亡くなると彼の最期の力によって次元の狭間に固定された〈アルカザルド〉を、〈ピラミッド〉の中から千年間管理し続けていた。そして、〈ピラミッド〉へやって来たレスティアを中へ導き入れた後、カミトとエストを〈ピラミッド〉へ導き入れて自身のいる最深部まで招き入れ、カミトに千年目の〈魔王〉スライマンの真実を見せた。しかし、ヴォルカニクスの力によってルーリエたちが〈ピラミッド〉に侵入してきた事で、迎撃に向かうカミトにスライマンの伝説の装身具〈魔王の外套（ガーブ・オブ・ロード）〉を授けた。しかし、ルーリエが〈霊爆〉を決行したことで〈魔王の墳墓〉が崩壊し始めて、〈魔王の墳墓〉と不可分であったイリスも存在を維持できなくなり、巨大な〈精霊鉱石〉のクリスタルに封じられていた〈聖女〉アレイシアと、その中の〈聖王〉アレクサンドロスの魂が復活するのを阻止できずに、〈魔王の墳墓〉と共に消滅した。
巨鳥精霊〈ルフ〉
〈魔王〉スライマンが使役していた七十二柱の精霊の一体。18巻でカミトが〈魔王の指輪〉を使って呼び寄せて、崩壊する〈魔王都市〉アルカザルドからカミトたちを乗せて脱出し、ゾハールまで送り届けた。その後、カミトによって自由の身となり、何処かへ飛び去った。
軍用精霊〈ガルガンチュア〉
巨大な甲虫のような姿をした、戦場での陣地構築を得意とする軍用精霊。学院奪還戦でミュアによって使用されたが、〈大顎〉の魔精霊に一撃で噛み砕かれた。
魔精霊〈ヴラド・ドラクゥル〉
外見は白と黒のドレスで着飾った、十歳くらいの可憐な美少女の姿をした最高位の魔精霊。グレイワースの新たな契約精霊であり、〈公爵（デューク）〉の名を冠する人型の魔精霊。〈精霊戦争〉ではエストと交戦したこともあり、オルデシア軍が秘匿していた〈封印精霊〉であったが、オルデシアの中枢に侵食した〈聖国〉によってグレイワースに与えられるまでは誰も手懐けることができなかった。無邪気な性格で、契約者のグレイワースに対しても口が悪い。
軍用精霊〈ケーリュケイオン〉
飛行する大型の、羽の生えた蛇のような外見をした〈聖国〉の強襲軍用精霊。〈元素精霊界〉の最終決戦でミレニアがカミトたちに差し向けたが、リンスレットの大技〈凍冷の魔槍（アイシクル・ドライヴ）〉によって腹をぶち抜かれて消滅した。
地竜精霊〈ミドガルズオルム〉
〈魔王〉スライマンの使役していた七十二柱の精霊の一体で、戦略級軍用精霊〈ヨルムンガンド〉の素体となった精霊。〈元素精霊界〉での最終決戦において、〈星の天使〉によって具現化された〈魔王〉スライマンによって具現化されカミトとクレアに襲い掛かるが、カミトによって消滅した。
竜精霊〈ファーヴニル〉
〈魔王〉スライマンが使役していた七十二柱の精霊の一体で、漆黒の翼をはためかせた竜精霊。ミドガルズオルムと同じく、〈元素精霊界〉での最終決戦において具現化された〈魔王〉スライマンによって具現化されカミトとクレアに襲い掛かるが、カミトによって切り捨てられ消滅した。
白魔鯨（ダイア・ホエール）
〈水の精霊王〉イセリアの使役する、超大型の白鯨の精霊。水の精霊魔術で姿を隠すことができる上に、内部に広大な空間を所持している。〈元素精霊界〉での最終決戦で、リンスレットとレイハたち四人の〈精霊姫〉たちを助けた後、〈聖王〉アレクサンドロスからの攻撃で〈浮遊島〉から落下したエリスとリンスレットを収容した。そして、カミトとクレアも収容し、〈闇神楽〉を行う為の〈水霊祭殿〉を提供した。しかし、〈神聖騎士団〉の攻撃を受けて地上へ墜落していったが、イセリアによれば一時的に顕現する力を失うかもしれないが、完全に消滅することはないと語っている。
ペーガソス
聖国の〈神聖騎士団〉が使用する、第二世代の飛行型軍用精霊で、大きな翼を備えた軍馬の姿をしている。〈元素精霊界〉での最終決戦で、多くの〈神聖騎士団〉の精霊騎士が騎乗したが、力を増したカミトたちには敵わずに次々と撃墜された。
グリフォン
聖国が所有する旧世代型の飛行型軍用精霊で、大鷲の翼に獅子の体躯の姿をしている。次世代の〈ペーガソス〉よりも安定性で劣るが、最高速度は〈グリフォン〉が上回っている。〈元素精霊界〉での最終決戦でルミナリスが騎乗し、カミトと交戦した。
ギガース
棍棒を手にした人型の軍用精霊。〈元素精霊界〉での最終決戦でミュアが使用したが、〈地の精霊王〉ロッド・ギアの化身に踏み潰された。
ラードーン
とぐろを巻く大蛇の姿をした軍用精霊。〈元素精霊界〉での最終決戦でミュアが使用したが、ロッド・ギアの化身に頭部を引き千切られた。

### 魔王の後継者
カゼハヤ・カミト

スライマン・イェルシオン
本編の千年前にゾルディア王国辺境の小さな村に生まれた精霊使いの少年で、カミトと同じく〈闇の精霊王〉の転生者。当初は善良な性格で、人間に仇をなす魔獣や精霊と戦って多くの武功を立てて、やがて英雄と称賛されゾルディア王の一人娘を妻に迎えるまでになる。しかしスライマンを妬む者たちが、王女と結婚した数年後にスライマンがゾルディア王国と敵対していたエルフの少女イリスと愛し合い、子供までなした事実をつきとめてゾルディア王に密告したことで、イリスの住むエルフの村は焼き払われ、イリスとその子供は殺されてしまう。激怒したスライマンはゾルディア王国に反旗を翻し、数ヶ月にわたる戦いの末に捕らえられて、拷問を受ける。そして、民たちの前に引き出されて、かつて自分を讃えていた民たちが一転して自分を罵る姿を見て絶望の淵に立った時、〈聖王〉アレクサンドロスが呼び掛けてきて、自分と契約してこの世ならざる〈奇跡〉の力を得られればイリスを蘇らせることが出来る上に自分に更なる力を与えるだろうと告げられて、その代償として自分がこの世に破滅と混沌をもたらす〈魔王〉となれという条件を受け入れた。そして、〈聖王〉と契約したスライマンは〈奇跡〉の力を得て、ゾルディア王国の王と妻であった王女と家臣たちと民たちを皆殺しにして、イリスを精霊として蘇生させた。
そして、憎悪に飲み込まれたスライマンは〈聖王〉との契約通りに大陸全土を巻き込む〈魔王戦争〉を始め、いつしか〈魔王〉スライマンと呼ばれるようになった。その後、〈魔王戦争〉の終盤で〈聖女〉アレイシア・イドリースと〈アルカザルド〉の宮殿の〈天魔の大伽藍〉で死闘を繰り広げた末に敗れて、死亡した。しかし、スライマン・イェルシオンとしての末期の悔恨はサフィアーンという残留思念として次元の狭間に残った。
しかし、〈元素精霊界〉での最終決戦でミレニアが召喚した〈星の天使〉によって〈魔王〉スライマンとして具現化され、カミトやクレアと交戦した末にカミトに重傷を負わせるが、それによって〈闇の精霊王〉の力に飲み込まれたカミトの闇の魔剣で心臓を貫かれて消滅した。
ネペンテス・ロア
全身を漆黒の甲冑で覆った黒騎士。〈精霊剣舞祭〉に〈煉獄の使徒〉の一員として参加させるために、レン・アッシュベル（ルビア）の反魂の儀式に因って蘇った先代の魔王の後継者。
甲冑の中から飛び出す魔術で編まれた黒い鎖によって、他の精霊使いから神威を奪うことで強力になる。
全身の鎧は力を押さえ込む封印具であり、鎧の中は不定形の闇の塊で、辛うじて人の姿を留めており顔は髑髏のようで赤い目をしている。
6巻後半でカミト達〈チーム・スカーレット〉を襲撃し追い詰めるが、ミラ・バセットの〈聖王の師団〉によって形勢が逆転。カミトの絶剣技〈烈華螺旋剣舞・十六連〉によって肉体を切り刻まれ、〈魔王殺しの聖剣〉の一撃を受けて消滅した。
16巻後半で、〈魔王経団〉が保管していた魔王候補者たちの亡骸を、シェーラ（教主）が〈魔王の心臓〉の力を使って数体のネペンテス・ロアとして蘇らせてカミトたちに差し向けるが、カミトとドラクニアでの修行で実力を向上させたクレアとスカーレット（オルトリンデ）の敵ではなく、全て消滅した。
アーヴリル・シェルマイス
16巻後半で、ゾハールに侵入したカミトたちの前に現れた数体のネペンテス・ロアの中でも最強の魔王候補者。本編の700年前に神聖ルギア王国で生まれた剣聖で、剣の極みに達したとされる伝説的人物。〈絶剣技〉の開祖でもあり、グレイワース・シェルマイスの先祖だと思われるが、真相は不明。カミトたちが〈精霊剣舞祭〉で戦ったネペンテス・ロアとは別次元の強さを誇り、〈魔王〉スライマンを除けば最も〈魔王〉に近づいた男とレスティアは評している。
ゾハールの〈魔蠍宮〉の庭園でカミトと交戦し、最初の激突でカミトの実力を確かめると周囲に瘴気の壁を張り巡らせてカミトとの一騎打ちを望むなど、他のネペンテス・ロアとは違って剣士としての意思を持った様子を見せた。カミトが知る〈絶剣技〉とは微妙に異なる剣技でカミトと死闘を繰り広げるが、アーヴリルが知らなかった〈絶剣技〉の後継者が編み出し継承した〈天絶閃衝〉によって両断され、片言ながら見事だと呟いて消滅した。

### 精霊王
イセリア・シーウォード
〈精霊剣舞祭〉決勝の舞台である廃都〈メギドア〉の地下通路でリンスレットが出会った、レスティアやエストと同じ高位精霊の少女。
正体は〈水の精霊王〉イセリア・シーウォード本来の人格を持つ写し身で、本来の力はほとんど持っていないが、11巻で〈封破の儀〉によって解放され記憶を取り戻した時点でも、一瞬でクレアとエリスの神威を回復させるほどの力がある。
3年前にカミトによって〈この世ならざるもの〉から解放された後から、対象を限定して封印する固有結界によって廃都〈メドギア〉の地下通路に閉じ込められており、記憶を失った状態で過ごしていた。ただし、地下通路の壁に刻まれている歴史を暇つぶしに読んでいたため、知識は豊富。
記憶と本来の力を失ってはいたが、自身の名である〈水の精霊王〉の真名〈イセリア・シーウォード〉の名前を覚えていたため、自分の宝物として大事にしている。
カミトのことを〈魔王の後継者〉と呼んでいる。
アレクサンドロス
〈聖の精霊王〉。人間界に最も影響力を持つ精霊王で、〈五大精霊王〉の盟主。
3年前にカミトが精霊王の暗殺を試みた際に、居るはずの玉座に存在しなかったが、長らく詳細は不明だった。しかし、本編の千年前にゾルディア王国の英雄だったスライマン・イェルシオンが処刑される間際に語りかけ、この世ならざる〈奇跡〉の力を用いれば、スライマンの愛した少女イリスを蘇らせることが出来ると告げ、その力を与える代償としてスライマンに世界に破滅と混沌をもたらす〈魔王〉となれと告げて、契約に応じたスライマンに〈奇跡〉の力を与えて、大陸に破滅と混沌をもたらした。
そして本編の24年前に〈精霊剣舞祭〉に優勝し真宰殿にやって来たグレイワースに語り掛けて、戦乱のない世界を願うグレイワースの心の隙をついて盟約を交わし、〈精霊王〉の奇跡の力の正体である〈異界の闇〉をグレイワースに埋め込んだ。そして、15年前に〈精霊剣舞祭〉に優勝し〈精霊王〉の真宰殿にやって来たユグドレア（後のルーリエ）に語りかけ、ユグドレアに自身の本体を解放させた模様。以降は神聖ルギア王国を陰から操って、千年前と同じく大陸に混沌と破滅をもたらそうとしていたが、その真意は世界の安定を司る〈精霊王〉を不安定な状態にした上で、千年前に自身の魂を埋め込んだ〈聖女〉アレイシア・イドリースの肉体を〈魔王の墳墓〉の巨大な〈精霊鉱石〉のクリスタルから解放し、自分以外の四人の〈精霊王〉を贄として〈異界〉の〈門〉を開いて、〈天使〉たちが守っている〈根源〉の力を手に入れて、人間界と〈元素精霊界〉を滅ぼして争いの無い新たな世界を創造するというものであった。
〈聖王宮〉の頂上に到着したカミトと交戦し彼を追い詰めるが、レイハたちが大陸中の姫巫女たちに呼びかけて〈精霊王〉を安定させる祈祷を行ったことで、一時的に〈精霊王〉たちが安定した隙にカミトがエストとレスティアの魔装融合を行って出現させた〈魔王の聖魔剣（デモン・ブリンガー）〉を見て初めて驚愕し、破滅の光〈輝く星、天より堕ち（グラン・ネメシス）〉を浴びせるが両断された上に、カミトの〈魔王の聖魔剣〉の攻撃に自身の聖剣〈テルミヌス・エスト〉に亀裂が生じて、それでも〈天使〉の力でカミトを消し去ろうとするが、クレアの〈異界〉の焔の援護でカミトが繰り出した〈絶剣技〉の神域ノ型〈烈華螺旋剣舞・無限解放（アンリミテッド）〉を喰らって敗北し、消滅する間際に自身が間違っていたことを悟って消滅した。
ヴォルカニクス
〈火の精霊王〉。
11巻で〈五大精霊王〉の中で最も異界の闇に汚染させていることが、イセリアの口から語られた。11巻終盤まで活動停止状態にあった。
この精霊王がクレアを供物に求めたことが、ルビアに精霊王の殺害を踏み切らせた原因である。
17巻では頭に二本の角が生えた少女の姿で登場し、ミレニアが主と呼ぶ存在との盟約によって縛られていた。最終決戦ではミレニアの一体に武器として使役されるが、ルビアの決死の呼び掛けてルビアとの記憶を取り戻し、倒れたルビアを抱き起してフィアナとエリスに治療を頼むが、〈聖王〉アレクサンドロスからの攻撃に晒されて、ルビアと共に〈元素精霊界〉の森に落下する。そして、ルビアが目覚めると自分と再契約して共に罪を償おうと告げられて、ルビアと再契約する。そして、〈聖王宮〉の手前で立ちはだかった〈風の精霊王〉ベルファール・シルフィードの化身をクレアたちと共に倒した。しかし、カミトたちが〈聖王〉アレクサンドロスを消滅させても、本体が〈門〉にされて消滅したことで大幅に弱体化して、強大な火の精霊の一体でしかなくなった。
ロッド・ギア
〈地の精霊王〉。数千年前の〈精霊戦争〉終結後、〈闇の精霊王〉の重臣だったバハムートに呪いをかけてケルブレス山脈に封じた。
最終決戦では、本体が〈門〉にされたことで理性を失った岩の巨人の姿の化身としてアレクサンドロスの命令のままにカミトたちの前に立ちふさがって、〈レヴァナント〉を破壊した。しかし、グレイワースたちと交戦中に駆け付けた〈竜王〉バハムートがグレイワースたちに加勢したことで形勢が逆転し、グレイワースとレオノーラの〈絶剣技〉で倒された。その後、カミトたちが〈聖王〉アレクサンドロスを倒した後に正気に戻ったが、本体が〈門〉にされて消滅したことで大幅に弱体化して、強大な地の精霊の一体でしかなくなった。
ベルファール・シルフィード
〈風の精霊王〉。カミトが〈闇の精霊王〉に魂を侵食され始めたことで夢として体験した〈闇の精霊王〉の記憶の中では、風を纏う魔槍を構えた、二十歳くらいの碧玉の髪の女性として登場している。
最終決戦では、本体を〈門〉にされたことで、理性を保ちながらもアレクサンドロスの命令のままに翡翠色の髪の少女の姿で〈聖王宮〉の前に立ちはだかってクレアたちと交戦し追い詰めるが、クレアたちの加勢に現れたイセリアとヴォルカニクスの助力で形勢が逆転し、クレアたちに倒された。その後、カミトたちが〈聖王〉アレクサンドロスを倒したことで正気に戻ったが、本体が〈門〉にされて消滅したことで大幅に弱体化して、強大な風の精霊の一体でしかなくなった。
レン・アッシュドール
歴史から存在を抹消された〈闇の精霊王〉。外見は、玻璃細工のように華奢な手足に童女のように小柄な体格をした、レスティアと同じく美しい夜色の髪に金色の瞳に漆黒の翼の生えた少女。
かつて他の五柱の〈精霊王〉と共に〈根源〉への〈門〉を開き、真なる〈闇〉の元素を盗み出して自身の力としたが、それ故に最初に狂乱し始めた。それが原因で勃発した数千年前の〈精霊戦争〉で、〈五大精霊王〉に戦いを挑むが敗れ、死の間際に最後の理性で狂乱した自身を解放させる為に、自身の力を人間の男性に転生させる魔術を使用した。転生体のことを〈魔王〉と呼び、カミトが該当する。
〈元素精霊界〉での最終決戦で、カミトが〈星の天使〉によって具現化された〈魔王〉スライマンに重傷を負わされると、遂にカミトの魂を支配し、精神世界でカミトと対面する。しかし、実はカミトと対面したのはレン・アッシュドールの化身である最後の意志の残滓であり、〈異界の闇〉に関する一連の過去の真実を伝えた後、〈異界の闇〉に侵蝕され狂乱した〈闇の精霊王〉の本体を解放して〈闇の精霊王〉の力と意志を継承してほしいとカミトとレスティアに頼み込む。そして、クレアの助けで狂乱した〈闇の精霊王〉を滅ぼしたカミトに〈闇の精霊王〉の力と意志を、レスティアに〈闇の精霊王〉の知識を受け継がせることに成功し、カミトの〈神威〉の一部となった。そして、宿敵アレクサンドロスが滅びるのを見届ける為に最後の力でカミトの〈神威〉に縋り付いていたが、カミトが〈聖王〉アレクサンドロスに追い詰められたことで、エストとレスティアの魔装融合をカミトたちに提案し、〈精霊王〉の秘奥である魔装融合の業をカミトとレスティアとエストに伝授すると、力を使い果たして消滅した。

## 国・土地
オルデシア帝国
クレア、リンスレット達の故郷で、〈学院編〉のメインの舞台となるアレイシア精霊学院がある国。大国であり、雪国であるローレンフロスト領、グレイワースの邸宅等があり、カミトが身を置いていた〈教導院〉やクレアの故郷のエルステイン領も存在していた。
〈精霊剣舞祭〉の常連国で、今大会でも3枠を得ている。
アレイシア精霊学院
帝国各地から集めた姫巫女達を一人前の精霊使いに訓練する養成校。現在はグレイワースが学院長を務めている。〈精霊の森〉に囲まれており、いたるところに姫巫女のための禊の場があり、エストが封印されていた祠もある。
全寮制で、学生レストランやパンが食べ放題のカフェテリアもある。外には学院都市があり、洒落た店が多く存在する他、闘技場や多目的劇場もある。
単位制であり、必要取得条件を満たしていれば、好きな講義を選択できる。そのため、学院生の進路は多種多様である。
入学してすぐにローレンフロストの雪山合宿があるらしい。
〈精霊剣舞祭〉終了後、エストが封印されていた祠の地下に「玄室」が顕現した。
〈教導院（きょうどういん）〉
カミト、ミュア、リリィ、ジオが幼少時に身を置いていた暗殺者養成機関。元々はオルデシア帝国の一部の貴族達が敵対者への暗殺者を育て上げるために設立したが、次第に組織の背後にいたアルファス教国の〈魔王教団派〉に実権が移り、「魔王信仰」の場になった。グレイワースはカミトを〈教導院〉に連れ去ったのは〈魔王教団派〉ではないかと推測している。
過酷な訓練や呪装刻印などの人体実験をしており、カミトやリリィからは本当の地獄と言われている。
4年前、それらの悪事が露見した直後にルビア・エルステインと〈神殺しの焔〉によって滅ぼされた。
その後、帝国騎士団により14人の遺児が保護され、そのうち5人が騎士団の特殊部隊に編入され、残りの9人は呪装刻印の影響で亡くなったらしいが、ミュアやリリィなどの〈数字持ち〉などの行方不明の遺児もいる。遺児のうち何人かがルビアの配下となっていたが 〈精霊剣舞祭〉と前後してミュアやリリィ以外の遺児が教主の配下となってしまった。
鉱山都市〈ガド〉
かつては大量の精霊鉱石を産出した〈ガド鉱山〉を保有する都市であったが、第二次ランバール戦争の際に精霊鉱石を掘り尽くし、鉱山が廃鉱になりゴーストタウンとなっている。
人は住んでいないが、たちの悪い低位精霊がおり、地下には旧オルデシア騎士団が封印した戦略級軍用精霊〈ヨルムンガント〉が眠っている。
オストダギア
オルデシア帝国の首都で通称〈帝都〉と呼ばれている。
千年前の魔王戦争の際、聖女アレイシア率いる軍が拠点としていた街で、魔王戦争終結後、オルデシア帝国の軍事的中心地として栄え、次第に政治の中枢を担い始めるようになった。
北側にはバルサス監獄が建っている。
バルサス監獄
帝都の北側にある要塞監獄。敷地の中には精霊魔術を封じる結界が幾重にも張られており、檻にも精霊魔術による強化を施してある。
この監獄に収容される囚人は、国内の身分の高い貴族、そして帝国法を犯した精霊使いである。クレアの両親も投獄されていた。

ドラクニア竜公国
レオノーラの故郷で、オルデシア帝国の西側に位置する軍事国家。通称は竜国。
魔獣の最高位である竜族を崇拝している。また、ドラクニアは大陸ではとても珍しく精霊の王を戴く国で、高位の竜精霊バハムートが王として君臨している。
レオノーラ曰く、諜報組織〈竜の目〉の諜報能力は大陸随一と標榜している。〈諸国会議〉では、教国への武力介入を主張している。
クイナ帝国
シャオたちの故郷で、大陸の東方に位置する大国。オルデシア帝国とは言語や文化、精霊の関わり方も大きく異なるといわれている。
歴史はオルデシア帝国よりも古く、〈精霊剣舞祭〉の優勝実績も多い。〈諸国会議〉では、傍観を決め込んでいる。
神聖ルギア王国
ルミナリスの故郷である大国。〈精霊剣舞祭〉でも、オルデシア帝国と同じ3枠を保有している。通称は聖国。
中枢には枢機卿たちで構成される政治組織〈聖法機関（デ・ゼッサント）〉が存在し、女王の背後で王国の政治を司っている模様。
〈精霊剣舞祭〉終了後もレスティアを捜索したり、〈魔王殺しの聖剣〉を奪取しようとする等、不審な行動がみられる。〈諸国会議〉では、教国に対しての厳しい態度から一転して、シェーラを支持すると表明した。
ロッソベル公国とは犬猿の仲。
ロッソベル公国
神聖ルギア王国内の急進派が独立して起こした新興の小国。そのため、国家としての歴史は浅い。
ルギア王国とは犬猿の仲。
アルファス教国
東西をオルデシア帝国とドラクニア竜公国に挟まれた小国。通称は教国。
主な産出資源は、鉱山で発掘される精霊鉱石だが、古代遺跡に残る魔装具（アーティファクト）の発掘と売買で莫大な富を得ている。
過去のランバール戦争では一国だけ中立を保ち、各国の軍用精霊の供給で莫大な利益を上げたといわれている。
また、闇の商人の組織〈骸連盟（マーダーズ）〉の本拠地があるとも言われており、さらに魔王信仰の発祥地であり各国から非難の目で見られている。
バルスタン王国
大陸有数の大国の一つで、最新鋭の飛行艇であるベルファール級飛行艇の〈精霊機関〉や拳銃を製造していることから、精霊工学に優れた国だと思われる。13巻では、オルデシア帝国帝都〈オストダキア〉で開催される〈諸国会議〉に外交団を派遣している。〈諸国会議〉では、サラディア・カーンを擁立すべきと主張している。
カミトの故郷
東方圏のクイナよりも東にある名もない島国で、カミト曰く、「生まれたのはさらに辺境の島に住む少数民族の村」。カミトはそこで過ごした記憶が一切なく、12巻現在でもわかっていない。しかし、カミトが3年前に着た衣装が、カミトの故郷の衣装に似ているらしい。
特産品は豆腐や醤油（ソイ）がある。
元素精霊界（アストラル・ゼロ）
精霊が住まう、もう一つの世界。人間界とは〈門（ゲート）〉でつながっている。元素精霊界では肉体に傷は付かないが、精神にダメージが蓄積される。また、精霊剣舞祭はここの〈聖域〉で行われる。〈聖域〉での狩りは禁止されているが精霊剣舞祭の期間中は解禁される。
浮遊島〈ラグナ・イース〉
元素精霊界に5つある〈聖域〉の一つで、風の精霊王の領地。74年前と今大会の精霊剣舞祭の会場となった。峻険な山脈に囲まれており、空中に浮いている。
廃都〈メギドア〉
今大会の精霊剣舞祭の決勝戦の会場。かつては〈象牙の都〉と呼ばれ、はるか太古に精霊たちが築いた都市で〈精霊戦争〉の最後の戦場となった。魔精霊と廃精霊が生息し、地脈もほとんど機能していない。太古の遺跡が多数存在しており、地下迷宮には〈精霊戦争〉で猛威を振りまいた精霊兵器の名が刻まれている。
アルカザルド
かつて魔王の宮殿が存在した伝説の都市。

## 技・精霊魔術

### 精霊魔術
火属性
灼熱の劫火球（ファイアーボール）
クレアの得意とする火属性の中級精霊魔術。
火属性の攻撃魔術としては最も基本的でそのため、使い手の力量によって威力が分かれる。
炎王の息吹（ヘルブレイズ）
クレアが使える最強の攻撃魔術。紅蓮の炎を相手にぶつけ、相手に大ダメージを与える。
血の恋歌（ブラッティ・ロスト）
手のひらに触れた物質を振動させ、超高熱状態にする。技の特性上、対象に直接触れなくてはならないため実戦では扱い辛い魔術。
断罪の浄火
〈火の精霊王〉と契約しているレイハが使える精霊魔術。あらゆる呪いを灰にすることができる。
焔獄の縛鎖（フレイム・チェイン）
クレアが炎の鞭（フレイムタン）で放つ技。炎の鞭で相手を拘束する。
焔獄の猟犬（ヘルハウンド）
魔術の焔で作り出した猟犬の姿をした疑似生命体を召喚する魔術。
魔炎障壁（フレイム・ウォール）
炎の壁で身を守る防御魔術。
爆閃雷（フレア・バースト）
無数の熱光球を生み出す魔術。威力はほとんど無いものの、激しい光や音で相手をひるませることができる。
紅蓮の裁断（クリムゾン・ジャッジメント）
覚醒したオルトリンデの魔術。真紅の大鎌を振るい、荒れ狂う劫火で相手を燃やす。
火竜の咆哮（フレイムハウル）
巨大な竜の姿を模した炎をぶつける魔術。自動追尾型の魔術で、対象をどこまででも追いかける。
鳳凰の血（エターナル・ブラッド）
火属性に唯一存在する治癒魔術。最高位の姫巫女のみに唱えることを許されている。
聖属性とは異なり、疑似的な治癒魔法である。

氷属性
魔氷の矢弾（フリージング・アロー）
リンスレットの得意魔術。〈魔氷の弓〉から無数の氷の矢弾を放つ技。リンスレットはこの魔術をよく使用している。
魔術特性の<絶対零度（アイス・ナイン）>により、凍らせることができる。
砕氷の華（アイス・ブレイク）
魔氷の矢弾から派生する魔術で、砕け散った氷塊で相手を串刺しにする。
絶対氷壁（アイスウォール）
氷の壁を作り、身を守る防御魔術だが、カミトの逃げ道を塞ぐためや、足場を作るためにも使用されたことがある。
絶氷牢獄（フロスト・プリズン）
〈魔氷の弓〉から巨大な七色に光る氷の矢弾を放ち、広範囲を凍らせる技。
憤怒の氷槌（アイシクル・ハンマー）
〈魔氷の弓〉から巨大な螺旋状の氷柱を放ち攻撃する。
氷牙の息吹（ブレス・オブ・アイス）
魔氷の矢弾の広範囲バージョン。広範囲の相手を氷漬けにする。
氷結の閃光（レイ・オブ・フロスト）
氷属性の基本的な魔術。対象となった物質を凍らせる。
魔氷の樹海（アイス・フォレスト）
地面から樹氷の蔦を伸ばして氷漬けにし、相手をまとめて無力化させる高位の精霊魔術。
魔氷の雷雨（フリージング・レイン）
〈魔氷の弓〉から5本の矢を同時にを放ち空中分解させ、無数の刃にし、相手にダメージを与える魔術。
氷破の槌（フロスト・フォール）
魔氷の矢弾から派生する技。氷の矢弾を軸に大気中の冷気を凝固させ、巨大な氷塊を作り、相手に落とす魔術。
氷華乱舞（ダイヤモンドダスト）
強烈な吹雪を生み出し、相手を氷漬けにする、最高レベルの術者複数による複合魔術。
氷絶結界（フィールド・オブ・コールド）
自身の周囲に冷気の防壁を展開する防御魔術。
氷槍の嵐（アイシクル・ストーム）
精霊魔装にのせて放つ高位の精霊魔術。
破氷の大槍〈アイシクル・スピア〉
虚空に巨大な氷の槍を生み出し、相手に放つ魔術。
氷烈破魔の流星〈フリージング・メテオ〉
自動追尾する無数の氷の矢を放つ魔術。

風属性
凶ツ風
無数の風の刃を生み出す、エリスがよく使用する魔術。
風絶障壁（ウィンドウォール）
風の障壁で身を守る防御系の魔術。
風王爆閃陣（ウィンド・ボムス）
爆風で相手を吹き飛ばす魔術。地面に打ち込むことで目晦ましにも使える。
飛翔（フライ）
対象に風の加護を与え、加速などを可能にする支援型の精霊魔術。自身にも有効。
天翔る翼（シルフィード・フェザー）
対象を風で押し上げ、高い跳躍を可能にする支援型の精霊魔術。
王牙咆哮
シャオの精霊魔装〈神虎牙〉で放たれる技。風の衝撃波で相手を攻撃するほか、地面に打つことで目晦ましにも使える。
風神の靴（エア・ウィング）
風を纏い、高速飛翔を可能にする魔術。
風神の盾（ウィンド・シールド）
暴風を展開し身を守る防御系の魔術。

地属性
試練の剣山（ジャッジメント・ソード）
地面から無数の石柱を生み出して攻撃する。
地衝雷（アース・ブラスト）
地面から大量の土砂や石の弾丸を放つ。攻撃力はあまり無く、目晦ましに用いられる。
乱舞する砂嵐（デザート・ストーム）
砂嵐を発生させ、相手の目を晦ませる魔術。

聖属性
聖楯（シールド）
光の盾で相手の攻撃を防ぐ防御魔術。
治癒
対象の傷などを癒す回復魔術。カミトには効き辛く、手をかざすだけの魔術では弾かれてしまう。
裁きの閃光（ホーリー・レイ）
純白の閃光で攻撃する魔術。
妖精光（フェアリー・フレア）
無数の光球を打ち出す魔術。

闇属性
死を呼ぶ雷閃（ヴォーパル・ブラスト）
カミトがレン・アッシュベル時代に使用した技。
〈真実を貫く剣（ヴォーパル・ソード）〉で放たれる魔剣技で、無数の黒い雷撃で攻撃する。
純粋な剣技ではなく、魔剣を媒介した精霊魔術の一種。無詠唱だが発動にわずかなタイムラグがある。
3年前の〈精霊剣舞祭〉にて数多の精霊使いに恐れられた技であり、レン・アッシュベルの代名詞となっている。
12巻で〈テルミヌス・エスト〉でも使用できるようになった。
暗黒の炎（イビルフレイム）
闇属性の高位魔術。黒い劫火で攻撃する。
闇魔閃雷（ヘルブラスト）
闇属性最強クラスの精霊魔術。漆黒の雷球を打ち出す。その威力は、生身の人間はおろか、中級クラスの精霊ですら触れただけで一瞬で消滅してしまうほどである。
魔雷の剣嵐（アーク・ブラスト）
天から降り注ぐ、無数の稲妻で攻撃する。広範囲に有効。
闇魔千刃（ブレイド・ストーム）
レスティアの技で、翼を無数の刃に変えて相手を切りつける防御不能の対人殺傷魔術。

竜属性
竜眼
使用者の視力を向上させる精霊魔術。
抗魔の竜鱗
この魔術の発動中は、五大属性の精霊魔術の抵抗力が増す。
防護
不可視の障壁を張り、防御する魔術。一点に絞り込むことで、強度を極限まで上げることができる。
竜火閃（ドラグ・レイ）
真紅の熱閃で攻撃する。
竜牙烈破弾（ドラグ・ブラスト）
竜属性のエネルギー弾を放つ魔術。

その他属性の精霊魔術
清浄なる水よ（クリエイト・ウォーター）
水属性。手をかざし、清らかな水を生み出す魔術。
武器複製（ウェポン・ワークス）
鋼属性。カミトが使用できる数少ない精霊魔術の一つ。自身の神威を練って鋼の短剣を作る。ただし、カミトが精霊魔術全般を苦手としているためか剣の耐久力はかなり低い。
瞬影（シェイド・リープ）
影属性。最近距離の影から影への転移する魔術。クレア曰く、かなり癖のある扱いづらい魔術。
束縛
属性不明。対象の動きを封じる魔術。
消滅
属性不明。黒い球体を生み出し、触れたものを消し去る魔術。刃の形にすることもできる。
眠りの雲（スリーピング・クラウド）
属性不明。紫色の靄を生み出し、対象を眠らせる魔術。
吸血の茨棘（ブラッド・ソーン）
魔属性。虚空から血色の蔦を出現させて攻撃する魔術。

### 絶剣技
カミト、グレイワースが使用する剣技。いくつかの型があり、現在ではレン・アッシュベル（カミト）の剣技として知られているが、元々はグレイワースの剣技である。強力だが肉体にかかる負担も大きく、現在のカミトも満足に使いこなせていない。カミトはグレイワースから伝授されたが、その修行内容はかなり理不尽だったらしく、その時のことはあまり思い出したくない模様。
剣術と神威を組み合わせた剣技だが、中には精霊魔術を組み込んだものも存在する。その為、神威を大量に消費するので、神威の消耗によって闇の精霊王に肉体を蝕まれてしまうカミトにとっては諸刃の剣である。
8巻終盤で精霊使いの力を失ったグレイワースは使用できなくなったが、14巻終盤で全盛期の力を取り戻したことで再び使用できるようになった。
最終決戦後はグレイワースの指導でレオノーラも教わっている。
初（はつ）ノ型〈紫電〉
部位破壊剣技。実際はただの突き技だが、極めれば別次元の技になる。
カミトが初めて受けた絶剣技であり、3年前の〈精霊剣舞祭〉でヴェルサリア・イーヴァを倒した技でもある。
漫画版では、狂乱した魔精霊に使用した。
初（はつ）ノ型〈紫電・覇竜ノ爪〉
レオノーラの<竜の血>によって強化された紫電。地の精霊王との戦闘中に即興で教わった絶剣技。
二ノ型〈流星〉
紫電の派生系剣技。絶剣技の中でも随一の威力をほこる。
神威に下向きの指向性を持たせて一気に解放して放つ技。
三ノ型〈影月円舞〉
片足を軸にして旋風のような回転切りを放つ対集団戦用の広域殲滅剣技。
〈嵐の如き乱舞（テンペスト）〉では〈四神（スーシン）〉のラオとリオンの精霊魔装を破壊し、シェーラ・カーンが召喚した大量の魔精霊相手に使用された。
三ノ型・甲種〈影月円舞・大双輪〉
カミトがグレイワースとの戦いを経て編み出した二刀流アレンジ技。双剣による無数の斬撃で攻撃する。
〈ゾハール〉内でのネペンテス・ロアとの戦いで使用。
三ノ型・乙種〈影月円舞・燕返し〉
カミトがグレイワースとの戦いを経て編み出した二刀流アレンジ技。瞬時に刃を返し、一閃する。
〈ゾハール〉内でのネペンテス・ロアとの戦いで使用。
四ノ型〈焔切り〉
斬撃の旋風に炎を巻き込み吸収し、精霊魔装に炎属性を付与する対炎属性の特殊剣技。
クレアやルビアの使用する「エルステインの焔」には通用しなかった。
六ノ型〈砕破の牙〉
刃を通じて衝撃を貫通させる邪剣に属する武器破壊剣技。
〈嵐の如き乱舞（テンペスト）〉では、〈四神〉のハクアの精霊魔装を破壊した。
七ノ型〈咬竜（こうりゅう）〉
対空絶剣技。
紫電の発展形で、敵を真上に斬り上げる。
グレイワースの〈流星〉に対して使用したが、不完全に発動したため押し負けてしまった。
破ノ型〈烈華螺旋剣舞〉
対精霊用の破壊剣技。○○連と連撃で繰り出されている。本来は二刀流の技だが、カミトは一刀で使用する。
グレイワースに「森にキノコ狩りに行く」とだまされて連れて行かれ、魔神級精霊と戦った時に会得したらしい（カミト曰く「会得していなければ死んでいた」とのこと）。
絶剣技の中でも肉体にかかる負担が多大で、カミトも連続で出すのは2回ぐらいが限度である。
絶剣技の最終奥義は後述の天絶閃衝だが、カミトが最後の決め技とするのはこの剣技であり、ネペンテス・ロア、シェーラ・カーン、ヴァララカール、レーヴァティンと言った強敵を倒した。
12巻では、闇属性の雷撃とともに放つ〈烈華螺旋剣舞・十八連・雷火〉を使用した。
最終決戦では無限に等しい斬撃を放つ神域ノ型〈烈華螺旋剣舞・無限解放（アンリミテッド〉で決着をつけた。
序ノ型 〈桜乱烈華〉
破ノ型に連なる番外の技。〈烈華螺旋剣舞〉の修得の要となる対人用バージョン。
異ノ型〈氷雨羅刹〉
グレイワースが使用した精霊魔術を組み合わせた剣技で、カミトには素質が無かったため継承されていない剣技。
氷の蔦を這わせ、そこから鋭い棘に変化させ攻撃する。
霞ノ型〈水影鏡〉
神威の残滓を作り、回避をする。
閃ノ型〈死蝶閃舞〉
神速の反撃（カウンター）を放つ剣技。
カミトは幼少のころに何度も見ていたため、致命的な一撃は回避することができた。
終（つい）ノ型〈天絶閃衝（ラスト・ストライク）〉
絶剣技の最後の奥義で対精霊使い用の剣技。相手の攻撃を防御しつつ儀式神楽によって神威に干渉、吸収しカウンターとして相手に叩き込む技。未熟なものが使えば使い手の肉体を破壊してしまうらしい。
精霊剣舞祭決勝戦前にグレイワースからカミトに伝授された。10巻で、カミトはレオノーラとの戦いで初めて使用し、ルビアとの戦いでは〈魔王殺しの聖剣（デモン・スレイヤー）〉と〈真実を貫く剣（ヴォーパル・ソード）〉を使用した〈天双絶閃衝（ラスト・ストライク・デュアル）〉を使用し、ルビアの〈神殺しの焔〉を粉砕した。
なお、絶剣技の原型となった剣技には天絶閃衝にあたる技は存在せず、烈華螺旋剣舞にあたる技が最終奥義だった。
双剣ノ型〈紫電・改〉
レスティアを取り戻したカミトが使用した。
双剣を交叉させ、2本分の紫電を放つ。
虚（うつろ）ノ型〈破魂絶壊〉
精霊使いにとって最も重要な神威の循環を司る経路を完全に破壊し、精霊使いとしての再起を完全に絶つ。グレイワースによって禁じられた技。

### 〈教導院〉の暗殺技
高次立体移動
壁や天井などを利用して立体的な移動をする歩法。〈教導院〉で真っ先に教えられる技でジオやリリィも使用している。
カミトの高次立体移動は他のと比べ、桁違いのスピードを持っているため〈影縫い〉の固有名を与えられている。
水蓮（すいれん）
〈教導院〉で習得した高次立体移動を応用した水中歩法。見切れないほど早いわけではないが、動きは、水に浮かぶ水蓮のようにとらえどころがない。〈水霊祭〉で使用された。
水遁（すいとん）
〈水蓮〉の変化系歩法。自身の意識と肉体を水と同調させることで気配を完全に遮断することができる。〈水霊祭〉で使用された。
迅雷（じんらい）
〈教導院〉の戦技。脚の筋肉を一瞬で爆縮させ飛ぶことで神速の動きが可能となる。
土蜘蛛（つちぐも）
〈教導院〉の特殊戦闘歩法。足裏に神威を纏わせ、体を吸着し、狭い足場などを渡るときに使用する技。
カミトが〈魔王〉の半覚醒状態で使用したときは、乱舞する鎖の上を歩く神業を披露した。
双剣技〈大蛇（オロチ）〉
カミトが使用した〈教導院〉の暗殺技で、双剣による無数の斬撃を放つ。グレイワースに使用を禁じられていた。
絶死の陣
〈教導院〉の集団戦技。教主の配下となった遺児たちが使用した。
非精霊使いの暗殺技能者が強力な精霊騎士を倒すために開発された技。
壊衝破
拳に神威を纏わせ、物体越しに衝撃を放つ暗殺技。神威を同時に相手に流し込むため、受けた相手は神威酔いを起こす。
蛇蝎（だかつ）
カミトが使用した暗殺技、地面すれすれまで身を沈めて相手の足元に攻撃する。
飛蛇（ひじゃ）
暗殺技の一つ、地面に突き立てた刃を一気に跳ね上げて神速の斬撃を放つ。カミトは〈蛇蝎〉からのコンビネーションで使用した。
閃牙（せんが）
暗殺技の一つ、自分の剣を、相手の剣の刃の上を滑らせるカウンターのような技。
無心の行
訓練された暗殺技能者の技術。体の力を抜き、心を無にする。

### その他の技
儀式神楽
主にフィアナが使用している演舞。〈神議院〉で教え込まれるもので、詳細は不明だが舞で精霊に干渉して様々な効果を与える。舞の種類によって効果が異なる。
第四式〈栄光の賛歌（オラトリオ）〉
舞い手と絆で結ばれた仲間に大地の祝福を与える儀式魔術。〈四神〉との戦いで使用されたがリンファによって利用され書き換えられてしまった。
第七式〈狂演の儀〉
近くにいる精霊に干渉し、暴走させる儀式神楽。確かな絆で結ばれた契約精霊には効果はない。ガド鉱山でのジオとの戦いで使用された。

剣殺し（ソード・ブレイク）
剣を持たない騎士の剣技。グレイワースに教えられた邪道の技。相手が呼気を放つ刹那の空隙に踏み込み、手首に腕をからめる。
相手が引けばそのまま懐に入り、力で押して来れば致命的な隙を作ることができる。
カミト曰く、「いざという時の隠し技だった」模様。
虎咆殺（こほうさつ）
シャオが使用した暗殺拳。不可視の衝撃波が内臓にダメージを与える。
氷風乱舞（アイス・ストーム）
エリスとリンスレットの精霊魔装によるコンビネーション魔技。
風属性と氷属性の相互干渉を利用し、氷風の竜巻を起こす。
〈凍える焔華（フロスト・ブレイズ）〉
ルビアが使用するエルステインの炎。色は蒼。
世界の法則から逸脱した焔で、別名〈炎を凍らせる焔〉。凍らせるのは炎だけではなく、炎にふれた物も凍らせられる。
正確には精霊魔術ではないため、契約精霊がいなくても使用できる。
〈終焉の真紅（エンド・オブ・ヴァーミリオン）〉
クレアが使用するエルステインの炎。色は紅。〈火の精霊王〉からはエルステインの真なる焔と呼ばれている。
世界の条理法則から外れた異端の焔で、別名〈炎を燃やす焔〉。
正確には精霊魔術ではないため、契約精霊がいなくても使用できる。
〈封破の儀〉
精霊の真名に干渉して封印を解く儀式魔術。イセリアの解放に使用された。

## 用語
精霊
この世界とは別の世界〈元素精霊界〉（アストラル・ゼロ）に存在する生物。
召喚される形態は大きく分けて、質量がなく不定形の神威の塊としてあらわれる原形態と、精霊の存在の一部をそのまま喚び出す純化形態がある。
精霊使い
様々な属性の精霊と契約を結び、その力を自在に使用する姫巫女。
神威（カムイ）
精霊との契約や、その力を使う時に消費するエネルギー。神威を消費するとお腹が空きやすくなる。
契約式（サモナル）
精霊と契約を交わす時や力を使う時に発する精霊語。
精霊魔術
精霊使いが使用できる力の一つ。精霊語の呪文を唱えて発動させる。呪文が長いほど威力は大きくなるが、中には呪文が必要ない（無詠唱）の精霊魔術もある。
原則、光を生み出すなどの基本的な物を除き、契約している精霊と同じ系統の物しか扱えない。
精霊魔術は、体系的な精霊学の教育を受けていないとほとんど使用できず、基本的な威力は契約している精霊と、自身の神威の量に比例して大きくなる。
精霊魔装（エレメンタルヴァッフェ）
純化形態の中でも、より高度に最適化された形態。
〈元素精霊界〉では肉体を傷つけずに精神にダメージを与えるが、物質収斂（マテリアライズ）することで肉体を傷つけたり、精神へのダメージへと変換される肉体へのダメージを純粋な痛覚へ変更するように設定することも可能。
魔装展開
精霊魔装（エレメンタルヴァッフェ）の真名解放で、使役する精霊のタイプによるが、普段リミッターがかかっている契約精霊の力を一気に解放できる。
しかし、精霊を一時的な暴走状態に置くので大きな危険が伴う。

精霊剣舞祭（ブレイドダンス）
数百年前に創設された、最強の精霊使いを決める大会。
優勝者は精霊王にどんな願いでも一つだけ叶えてもらうことができる。開催時期や試合形式などは精霊王の気まぐれで決まる。
15年前は無制限戦闘（バトルロワイヤル）方式、3年前は個人戦の勝ち抜き方式だった。
その実態は〈精霊王〉が異界の闇による自らの狂乱を抑えるために作られたシステムであるが、限界に近づいている。
精霊鉱石
精霊や精霊の力の一部を封じることができる特別な石。封じられた精霊にとっては仮の住処となる。
封じる精霊によって使用方法が変わり、目晦まし等戦闘に使用したり、火の代わりや光源等日常生活に使用したりできる。他にも記憶を封じたり、水を綺麗にする等も可能。
精霊鉱石から解放された精霊や精霊の力の一部は、すぐに〈元素精霊界〉へ帰還するため二度と使役できない。メンテナンス（丹念に磨く、清めの儀式）を怠ると精霊鉱石から精霊が封印を破って逃げ出してしまう。
また〈精霊王の血（ブラッド・ストーン）〉や〈封魔眼〉等、特別な精霊鉱石もある。
精霊王の血（ブラッド・ストーン）
精霊鉱石の一種で、〈元素精霊界〉の〈聖域〉で採掘される特別な精霊鉱石。高位精霊の力の一部を封じることができる。正真正銘、国宝級の秘宝でお金や権力で買えるものではない。
フィアナやジオが所持していた（フィアナは王家の秘宝館から勝手に持ってきた模様）。
〈紅蓮卿〉によるネペンテス・ロアの反魂の儀式にも使われた。
〈封魔眼〉
きわめて希少な精霊鉱石の一種。精霊使いの家系の子供がごくまれに持って生まれてくる特殊な目のことで、〈封魔眼〉の中には強大な精霊が封印されていることが多い。
その持ち主は大抵の場合は危険視されて迫害されるか、権力者によって兵器として利用されることが多い。一般にはそれほど知られていない。
ミラは左眼に所持していた。ちなみにカミトは〈教導院〉に同じ眼を持つ少女がいた（その少女は命を落としている）ため、〈封魔眼〉の存在を知っていた。

樫の賢者（ドルイド）の一族
オルデシア帝国が発祥する以前から精霊の森に住み、独自の方法で姫巫女の血脈を継いできた由緒正しい精霊使いの一族。
愚者の万力（ジェスターズ・バイス）
ミュアが生まれつき備え持った異能の力。精霊の力を限界まで絞りつくし、触れた精霊は狂乱、暴走し消滅してしまう。
ミュアは呪装刻印によってこの力を制御しているが、長くは使用できない。
玄室
魔王の武具と72の精霊を封印した特異空間。
魔王以外には開くことができないが、魔王が命の危険に晒されるなどすると反応して開く伝説の宝物庫。
現在の所有者はカミトであり、精霊王暗殺計画後にアレイシア精霊学院の地下に出現し、本来魔王が使役した精霊でないエストが収められた。
魔王の墳墓
魔王の棺があるとされる場所。赤死の砂漠の何処かにあると言われていたが正確な位置は分かっていなかった。
その実態は元素精霊界と人間界の間にある特異空間に魔王スライマンの記憶を投影したもの。魔王都市アルカザルドの全盛期の姿をしており、魔王の宮殿があった場所にイリスが守る墳墓がある。

## 既刊一覧

### 小説
| 巻数   | タイトル                          | 初版第一刷発行日 | 発売日                | ISBN              |
| ------ | --------------------------------- | ---------------- | --------------------- | ----------------- |
| 1      | 精霊使いの剣舞剣と学院と火猫少女  | 2010年12月31日   | 2010年12月24日[書 1]  | 978-4-8401-3675-4 |
| 2      | 精霊使いの剣舞2 ロスト・クイーン  | 2011年2月28日    | 2011年2月25日[書 2]   | 978-4-8401-3824-6 |
| 3      | 精霊使いの剣舞3 風の誓約          | 2011年5月31日    | 2011年5月25日[書 3]   | 978-4-8401-3930-4 |
| 4      | 精霊使いの剣舞4 精霊剣舞祭        | 2011年8月31日    | 2011年8月25日[書 4]   | 978-4-8401-4202-1 |
| 5      | 精霊使いの剣舞5 魔王殺しの聖剣    | 2011年11月30日   | 2011年11月25日[書 5]  | 978-4-8401-4299-1 |
| 6      | 精霊使いの剣舞6 追憶の闇精霊      | 2012年2月29日    | 2012年2月24日[書 6]   | 978-4-8401-4386-8 |
| 7      | 精霊使いの剣舞7 最強の剣舞姫      | 2012年5月31日    | 2012年5月25日[書 7]   | 978-4-8401-4580-0 |
| 8      | 精霊使いの剣舞8 決戦前夜          | 2012年8月31日    | 2012年8月24日[書 8]   | 978-4-8401-4684-5 |
| 9      | 精霊使いの剣舞9 クロス・ファイア  | 2012年11月30日   | 2012年11月22日[書 9]  | 978-4-8401-4874-0 |
| 10     | 精霊使いの剣舞10 魔王覚醒         | 2013年2月28日    | 2013年2月25日[書 10]  | 978-4-8401-4983-9 |
| 11     | 精霊使いの剣舞11 精霊王暗殺       | 2013年7月31日    | 2013年7月25日[書 11]  | 978-4-8401-5225-9 |
| 12     | 精霊使いの剣舞12 封剣解放         | 2013年11月30日   | 2013年11月25日[書 12] | 978-4-04-066075-2 |
| 13     | 精霊使いの剣舞13 氷華の女王       | 2014年4月30日    | 2014年4月25日[書 13]  | 978-4-04-066383-8 |
| 14     | 精霊使いの剣舞14 帝都動乱         | 2015年7月31日    | 2015年7月24日[書 14]  | 978-4-04-066915-1 |
| 15     | 精霊使いの剣舞15 ドラクニアの竜王 | 2016年2月29日    | 2016年2月25日[書 15]  | 978-4-04-068037-8 |
| 16     | 精霊使いの剣舞16 魔王凱旋         | 2017年2月25日    | 2017年2月24日[書 16]  | 978-4-04-068343-0 |
| 17     | 精霊使いの剣舞17 魔王都市の女王   | 2018年2月25日    | 2018年2月24日[書 17]  | 978-4-04-069740-6 |
| 18     | 精霊使いの剣舞18 帝都奪還         | 2018年5月25日    | 2018年5月25日[書 18]  | 978-4-04-069922-6 |
| 19     | 精霊使いの剣舞19 聖都消滅         | 2018年9月25日    | 2018年9月25日[書 19]  | 978-4-04-065094-4 |
| 20     | 精霊使いの剣舞20 共鳴の聖魔剣     | 2019年3月25日    | 2019年3月25日[書 20]  | 978-4-04-065630-4 |
| 短編集 | 精霊使いの剣舞 精霊舞踏祭         | 2017年10月25日   | 2017年10月25日[書 21] | 978-4-04-069345-3 |

### 漫画
| 巻数 | タイトル         | 発売日               | ISBN              |
| ---- | ---------------- | -------------------- | ----------------- |
| 1    | 精霊使いの剣舞 1 | 2013年2月23日[書 22] | 978-4-8401-5005-7 |
| 2    | 精霊使いの剣舞 2 | 2013年8月23日[書 23] | 978-4-8401-5306-5 |
| 3    | 精霊使いの剣舞 3 | 2014年3月22日[書 24] | 978-4-04-066502-3 |
| 4    | 精霊使いの剣舞 4 | 2015年2月23日[書 25] | 978-4-04-066894-9 |
| 5    | 精霊使いの剣舞 5 | 2016年2月23日[書 26] | 978-4-04-068250-1 |
| 6    | 精霊使いの剣舞 6 | 2017年2月23日[書 27] | 978-4-04-069124-4 |

## テレビアニメ
2013年7月に開催されたイベント「MF文庫J 夏の学園祭2013」にてアニメ化が発表され、2014年7月から9月まで放送された。

### スタッフ
- 原作 - 志瑞祐（MF文庫J『精霊使いの剣舞』 / KADOKAWA メディアファクトリー刊）[11]
- 原作イラスト - 桜はんぺん[11]
- 監督 - 柳沢テツヤ[11]
- シリーズ構成 - 吉岡たかを[11]
- キャラクターデザイン - 藤井まき[11]
- 総作画監督 - 藤井まき[11]、岩佐とも子[11]、ごとうじゅんじ[11]
- プロップデザイン - 宮脇謙史[11]
- 美術監督 - 倉田憲一[11]
- 色彩設計 - 日比野仁（シャフト）[11]
- 撮影監督 - 美濃部朋子[11]
- 編集 - 肥田文[11]
- 音響監督 - 明田川仁[11]
- 音楽 - 鈴木ヤスヨシ[11]
- 音楽制作 - KADOKAWA（メディアファクトリー）[11]
- 音楽プロデューサー - 竹山沙織
- プロデューサー - 田中翔[18]、洲川優太[18]、臼井久人[18]、土橋哲也[18]、林洋平[18]、畠山拓郎[18]
- 制作プロデューサー - 河井敬介[18]
- プロデュース - ジェンコ[11]
- 制作 - ティー・エヌ・ケー[11]
- 製作 - 精霊使いの剣舞製作委員会（KADOKAWA、ショウゲート、AT-X、ムービック、ジェンコ）[19]

### 主題歌
「共鳴のTrue Force」
作詞 - LINDEN / 作曲・編曲 - 井内舞子 / 歌 - 原田ひとみ（KADOKAWA（メディアファクトリー））

### エンディングテーマ
「精霊剣舞祭（ブレイドダンス）」
作詞 - 坂井竜二 / 作曲・編曲 - 山崎真吾 / 歌 - にーそっくすす（木戸衣吹、優木かな、石上静香、大西沙織、加隈亜衣）（KADOKAWA（メディアファクトリー））
第1話では未使用。

### イメージソング
「祝祭のエレメンタリア」
作詞 - 坂井竜二 / 作曲 - ヒラノミノル / 編曲 - ヒラノミノル、山崎真吾 / 歌 - にーそっくすす（木戸衣吹、優木かな、石上静香、大西沙織、加隈亜衣）（KADOKAWA（メディアファクトリー））

### 各話リスト
| 話数   | サブタイトル                     | 脚本       | 絵コンテ              | 演出                      | 作画監督                                            |
| ------ | -------------------------------- | ---------- | --------------------- | ------------------------- | --------------------------------------------------- |
| 第1話  | 剣と学院と火猫少女               | 吉岡たかを | 柳沢テツヤ            | ながはまのりひこ          | 神田岳、中島美子 青木美穂、中野彰子                 |
| 第2話  | 真夜中の剣舞（ブレイドダンス）   | 吉岡たかを | 大原実                | 橋口洋介                  | 竹上貴雄、大河原晴男 もりやまゆうじ                 |
| 第3話  | 魔王殺しの聖剣                   | 金月龍之介 | dojag-a-gen           | 日下直義                  | 野本正幸、岸川麻美                                  |
| 第4話  | 最強の剣舞姫（ブレイドダンサー） | 竹内利光   | 西澤晋                | 南康宏                    | 神田岳、中島美子 青木美穂、Jeong Howon Kim Taeyeong |
| 第5話  | ロスト・クイーン                 | 金月龍之介 | 木村真一郎            | 野亦則行                  | 飯飼一幸、鈴木理恵 もりやまゆうじ                   |
| 第6話  | 魔王の後継者                     | 金月龍之介 | こでらかつゆき 西澤晋 | 川西泰二 久保太郎         | 池津寿恵、西山伸吾 石動仁、神田岳                   |
| 第7話  | 鉱山都市の戦い                   | 竹内利光   | 大原実                | 橋口洋介                  | 竹上貴雄、鈴木恵理 をがわいちろを                   |
| 第8話  | チーム・スカーレット             | 竹内利光   | 垣野内成美            | 吉田俊司                  | 飯飼一幸、藤田正幸 神田岳、中島美子                 |
| 第9話  | 風の誓約                         | 吉岡たかを | dojag-a-gen           | 日下直義                  | 野本正幸                                            |
| 第10話 | 風王騎士団（シルフィード）       | 金月龍之介 | 西澤晋                | ながはまのりひこ 浅見松雄 | ごとうじゅんじ、石動仁 神田岳、清水勝祐 中島美子    |
| 第11話 | ヴァレンティアの夜               | 竹内利光   | 岡本英樹              | 又野弘道                  | 飯飼一幸、鈴木恵理 もりやまゆうじ                   |
| 第12話 | レン・アッシュベル               | 吉岡たかを | 西澤晋                | 南康宏 南川達馬           | ごとうじゅんじ、神田岳 山内則康、飯飼一幸 藤田正幸  |

### 放送局
| 放送地域   | 放送局     | 放送期間                | 放送日時                     | 放送系列         | 備考                        |
| ---------- | ---------- | ----------------------- | ---------------------------- | ---------------- | --------------------------- |
| 日本全域   | AT-X       | 2014年7月14日 - 9月29日 | 月曜 20:30 - 21:00           | アニメ専門CS放送 | 製作参加 / リピート放送あり |
| 東京都     | TOKYO MX   | 2014年7月15日 - 9月30日 | 火曜 0:30 - 1:00（月曜深夜） | 独立局           |                             |
| 近畿広域圏 | 毎日放送   | 2014年7月15日 - 9月30日 | 火曜 3:35 - 4:05（月曜深夜） | TBS系列          |                             |
| 愛知県     | テレビ愛知 | 2014年7月16日 - 10月1日 | 水曜 2:05 - 2:35（火曜深夜） | テレビ東京系列   |                             |
| 日本全域   | BS11       | 2014年7月18日 - 10月2日 | 金曜 0:00 - 0:30（木曜深夜） | BS放送           | 『ANIME+』枠                |

| 放送地域 | 放送局             | 放送期間                | 放送日時                     | 放送系列   | 備考                                |
| -------- | ------------------ | ----------------------- | ---------------------------- | ---------- | ----------------------------------- |
| 日本全域 | 楽天ショウタイム   | 2014年7月18日 - 10月2日 | 金曜 0:00（木曜深夜） 更新   | ネット配信 | 最新話1週間無料配信                 |
| 日本全域 | GYAO!              | 2014年7月25日 - 10月9日 | 金曜 0:00（木曜深夜） 更新   | ネット配信 |                                     |
| 日本全域 | バンダイチャンネル | 2014年7月25日 - 10月9日 | 金曜 0:00（木曜深夜） 更新   | ネット配信 |                                     |
| 日本全域 | ニコニコ生放送     | 2014年7月25日 - 10月9日 | 金曜 0:30 - 1:00（木曜深夜） | ネット配信 |                                     |
| 日本全域 | ニコニコチャンネル | 2014年7月25日 - 10月9日 | 金曜 1:00（木曜深夜） 更新   | ネット配信 | 第1話は無料配信 第2話以降は有料配信 |
| 日本全域 | dアニメストア      | 2014年8月1日 - 10月16日 | 金曜 12:00 更新              | ネット配信 |                                     |

### BD / DVD
| 巻 | 発売日        | 収録話          | 規格品番  | 規格品番  |
| 巻 | 発売日        | 収録話          | BD        | DVD       |
| -- | ------------- | --------------- | --------- | --------- |
| 1  | 2014年10月8日 | 第1話 - 第2話   | ZMXZ-9621 | ZMBZ-9631 |
| 2  | 2014年11月5日 | 第3話 - 第4話   | ZMXZ-9622 | ZMBZ-9632 |
| 3  | 2014年12月3日 | 第5話 - 第6話   | ZMXZ-9623 | ZMBZ-9633 |
| 4  | 2015年1月7日  | 第7話 - 第8話   | ZMXZ-9624 | ZMBZ-9634 |
| 5  | 2015年2月4日  | 第9話 - 第10話  | ZMXZ-9625 | ZMBZ-9635 |
| 6  | 2015年3月4日  | 第11話 - 第12話 | ZMXZ-9626 | ZMBZ-9636 |

### ミニOVA
DVD&Blu-ray各巻収録の原作・志瑞祐書き下ろし小説連動ミニOVA
| 話数              | サブタイトル             | 脚本     | 絵コンテ   | 演出             | 作画監督 |
| ----------------- | ------------------------ | -------- | ---------- | ---------------- | -------- |
| 特典ミニOVA Vol.1 | 帝都の精霊大祭           | 竹内利光 | 垣野内成美 | 吉田俊司         | 青野厚司 |
| 特典ミニOVA Vol.2 | エスト、看病する         | 竹内利光 | 垣野内成美 | ながはまのりひこ | 斉藤香織 |
| 特典ミニOVA Vol.3 | お姫様の内緒のアルバイト | 竹内利光 | 柳沢テツヤ | ながはまのりひこ | 斉藤香織 |
| 特典ミニOVA Vol.4 | 伝説の巨乳精霊を追え!    | 竹内利光 | 垣野内成美 | ながはまのりひこ | 斉藤香織 |
| 特典ミニOVA Vol.5 | 戦慄の闇鍋バトル         | 竹内利光 | 柳沢テツヤ | ながはまのりひこ | 清水勝祐 |
| 特典ミニOVA Vol.6 | 精霊使いの休息           | 竹内利光 | 柳沢テツヤ | ながはまのりひこ | 中島美子 |

### webラジオ
精霊使いの剣舞放送＜ブレラジ＞
2014年7月1日から10月14日までHiBiKi Radio Stationにて配信されたWebラジオ番組。毎週火曜日更新。全16回。パーソナリティは木戸衣吹（クレア・ルージュ 役）、大西沙織（フィアナ・レイ・オルデシア 役）。

### ゲーム
精霊使いの剣舞〜DayDreamDuel〜
2014年10月6日から12月30日までiOS端末とAndroid端末向けに配信されたゲーム。開発はブレイドダンスゲームパートナーズ。

#### 主題歌
- テーマソング「Daydream Duel」

作詞 - LINDEN / 作曲・編曲 - 井内舞子 / 歌 - 原田ひとみ

## ドラマCD
精霊使いの剣舞〜エレメンタル・ドリーマー〜
2018年11月28日にフロンティアワークスより発売された。シナリオは原作者である志瑞祐の書き下ろしで、原作終了から3年後のエピソードが描かれる。キャストはテレビアニメ版と同一である。初回特典として、志瑞祐の完全監修による「人狼ゲーム 〜精霊使い剣舞ver」が付属した。
2022年6月24日にはボイスドラマ配信アプリ『mimicle』でも配信されている。